# Liste der Biografien/Bif–Bim
Liste der Biografien |
Portal Biografien |
Personensuche
# |
A |
B |
C |
D |
E |
F |
G |
H |
I |
J |
K |
L |
M |
N |
O |
P |
Q |
R |
S |
T |
U |
V |
W |
X |
Y |
Z |
?
 
Ba |
Be |
Bd |
Bg |
Bh |
Bi |
Bj |
Bl |
Bm |
Bn |
Bo |
Br |
Bs |
Bu |
Bw |
By |
Bz
 
Bia–Bid |
Bie |
Bif–Bim |
Bin |
Bio |
Bip |
Bir |
Bis |
Bit |
Biu |
Biv |
Biw |
Bix |
Biy |
Biz
Die Liste der Biografien führt alle Personen auf, die in der deutschsprachigen Wikipedia einen Artikel haben. Dieses ist eine Teilliste mit 1068 Einträgen von Personen, deren Namen mit den Buchstaben „Bif“ – „Bim“ beginnt.

## Bif–Bim

### Bif
- Biffé, Otto (1878–1917), deutscher Verwaltungsjurist
- Biffen, John (1930–2007), britischer Politiker (Conservative Party), Mitglied des House of Commons
- Biffen, Rowland (1874–1949), britischer Botaniker, Mykologe und Genetiker
- Biffen, Sarah (1784–1850), englische Malerin
- Biffi, Andrea (1645–1686), italienischer Architekt
- Biffi, Antonino (* 1666), italienischer Komponist und Organist des Barock
- Biffi, Giacomo (1928–2015), italienischer Geistlicher, Erzbischof von Bologna und Kardinal
- Biffi, Inos (* 1934), italienischer katholischer Theologe
- Biffiger, Franz (1939–2023), Schweizer Architekt, Jazzmusiker und Politiker
- Biffiger, Steffan (* 1952), Schweizer Kunsthistoriker und Kunstkritiker
- Biffl, Gudrun (* 1949), österreichische Wirtschaftswissenschaftlerin und Hochschullehrerin
- Biffl, Werner (* 1939), österreichischer Wasserbauingenieur und Hochschullehrer
- Biffle, Greg (* 1969), US-amerikanischer NASCAR-Rennfahrer
- Biffle, Jerome (1928–2002), US-amerikanischer Leichtathlet
- Bifouma, Thievy (* 1992), französischer Fußballspieler
- Bifrun, Jachiam Tütschett (1506–1572), Schweizer Notar, Landammann, Richter und reformierter Bibelübersetzer im Oberengadin
- Bifus, Bischof von East Anglia

### Big
- Big Ali, US-amerikanischer Singer-Songwriter, MC, DJ und Rapper
- Big Baby Tape (* 2000), russischer Rapper und Songwriter
- Big Bear († 1888), Häuptling der Plains Cree
- Big Black (* 1934), amerikanischer Jazzperkussionist
- Big Boi (* 1975), US-amerikanischer Rapper
- Big Cass (* 1986), US-amerikanischer Wrestler
- Big Daddy Kane (* 1968), US-amerikanischer Rapper
- Big Derill Mack, deutscher Rapper
- Big E (* 1986), US-amerikanischer WrestlerBig E (* 1986)

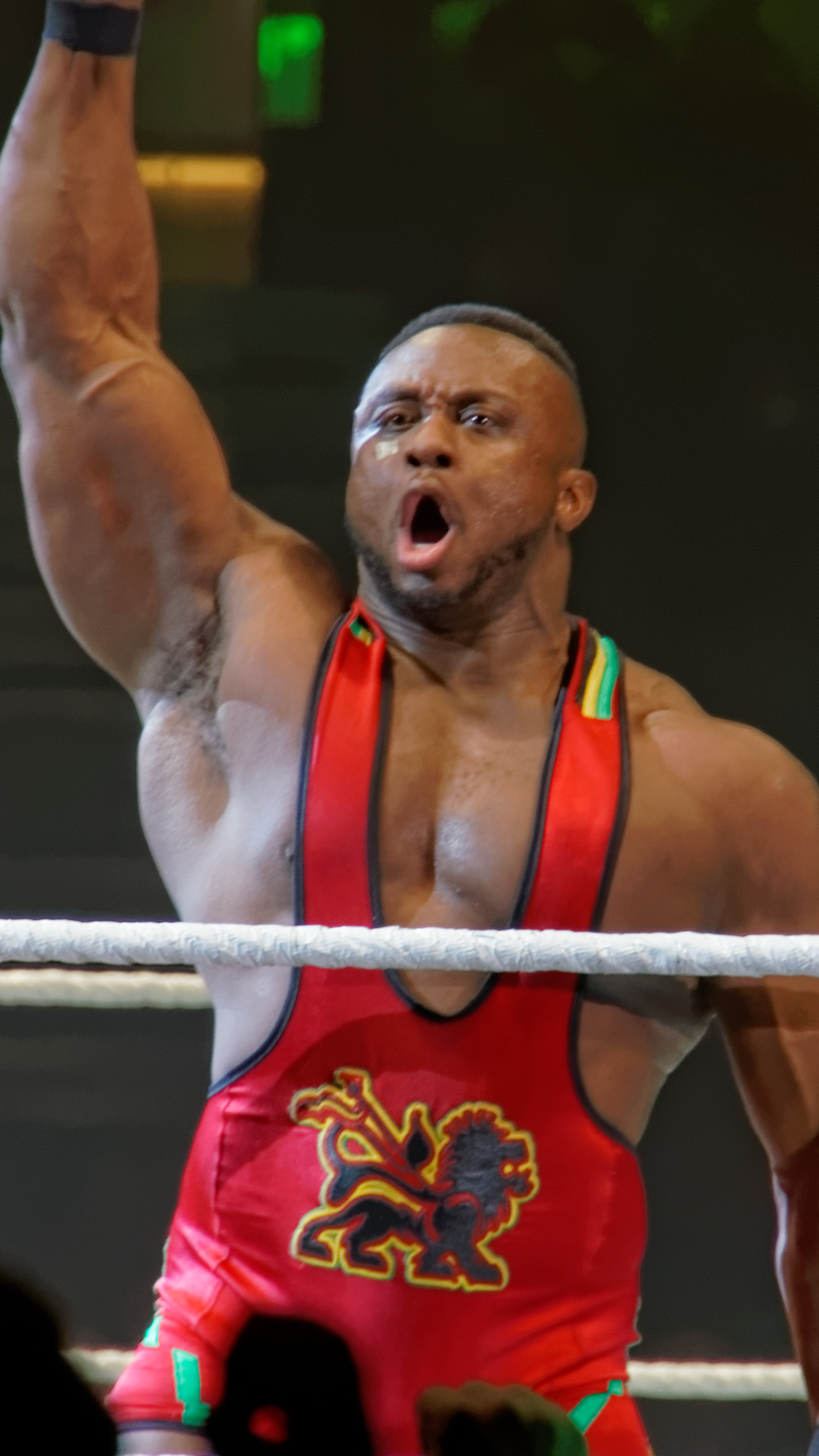
Big E (* 1986)

- Big Fletchit (1916–1983), panamaischer Jazzschlagzeuger
- Big Gipp (* 1973), US-amerikanischer Rapper
- Big Hawk (1969–2006), US-amerikanischer Rapper
- Big J (* 1984), österreichischer Rapper
- Big Kuntry King, US-amerikanischer Rapper
- Big L (1974–1999), US-amerikanischer Rapper
- Big Mama (* 1986), nordmazedonische Sängerin
- Big Maybelle (1924–1972), US-amerikanische R&B-Sängerin
- Big Moe (1974–2007), US-amerikanischer Rapper
- Big Nick (* 1987), deutscher Radiomoderator
- Big Nose Kate (1849–1940), ungarisch-amerikanische Prostituierte
- Big Noyd (* 1975), US-amerikanischer Rapper
- Big Pokey (1977–2023), US-amerikanischer Rapper
- Big Pun (1971–2000), US-amerikanischer Rapper
- Big Robber, Häuptling der Crow-Indianer
- Big Rude Jake (1963–2022), kanadischer Musiker
- Big Sean (* 1988), US-amerikanischer Rapper
- Big Show (* 1972), US-amerikanischer WrestlerBig Show (* 1972)

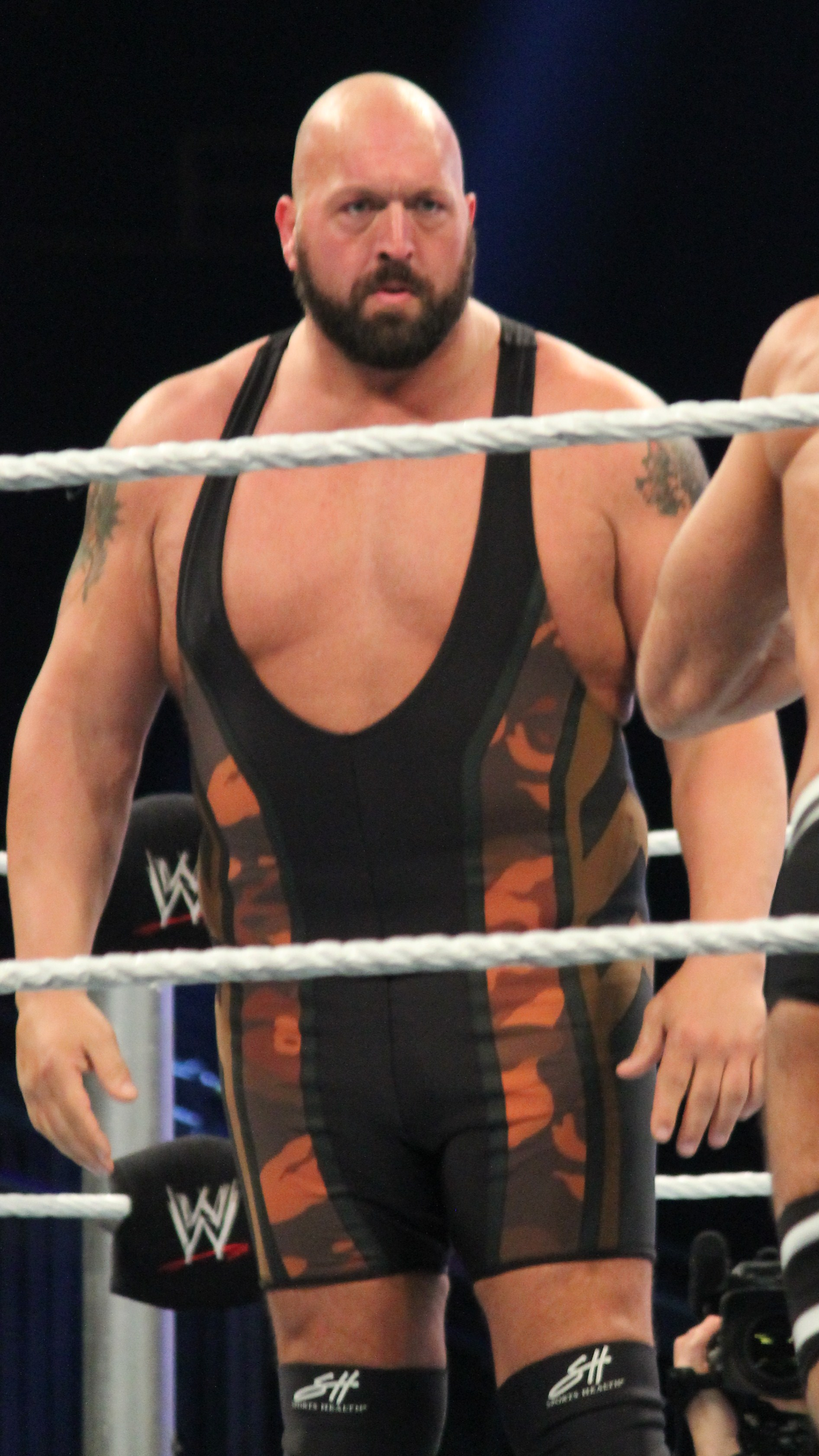
Big Show (* 1972)

- Big Syke (1968–2016), US-amerikanischer Rapper
- Big Tim, deutscher DJ
- Big Tree († 1929), Unterhäuptling der Kiowa-Indianer und Cousin von Satanta
- Big Youth (* 1949), jamaikanischer Deejay
- Big Zis (* 1976), Schweizer Rapperin
- Bigagli, Claudio (* 1955), italienischer Schauspieler, Drehbuchautor und Regisseur sowie Dramatiker
- Bigaglia, Diogenio, italienischer Komponist
- Bigajew, Boris Georgijewitsch (* 1951), sowjetischer Ringer
- Bigalis, Costas (* 1953), griechischer Popsänger
- Bigalke, Hans-Günther (1933–2019), deutscher Mathematiker
- Bigalke, Jürgen (* 1942), deutscher Politiker (SPD), Bürgermeister der Stadt Falkensee
- Bigalke, Oli (* 1968), deutscher Schauspieler
- Bigalke, Sascha (* 1990), deutscher FußballspielerSascha Bigalke (* 1990)

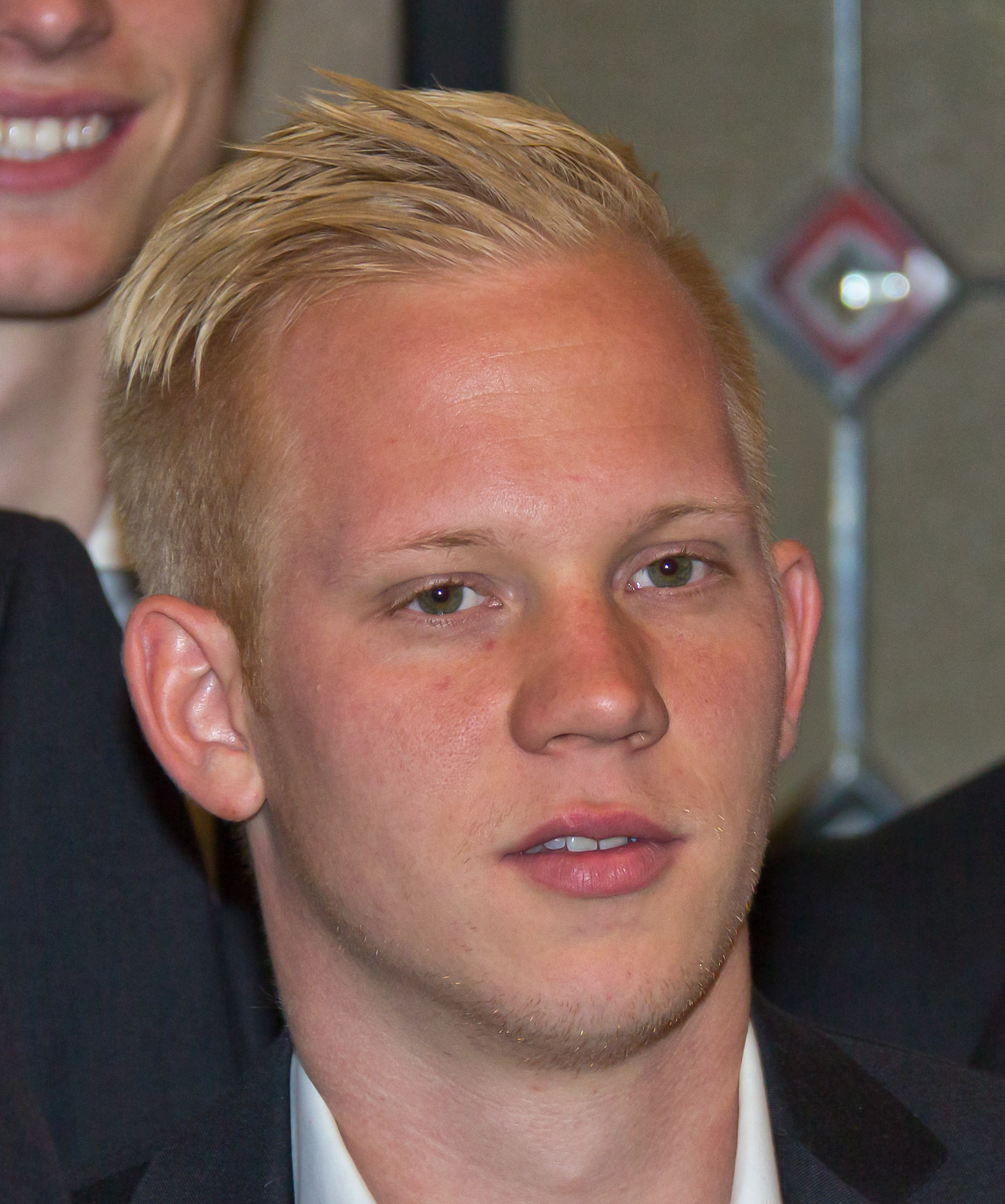
Sascha Bigalke (* 1990)

- Bigalke, Ulrich (1910–1940), deutscher Ingenieur, Automobilrennfahrer, Filmemacher und Jagdflieger
- Bigall, Nadja-Carola (* 1979), deutsche Physikerin und Chemikerin
- Bigam, Troy (* 1975), deutsch-kanadischer Eishockeyspieler
- Biganzoli, Duilio (* 1935), argentinischer Radrennfahrer
- Biganzoli, Jochen (* 1963), deutscher Opernregisseur und Hochschullehrer
- Bigard, Barney (1906–1980), US-amerikanischer Klarinettist
- Bigard, Jérôme (* 1985), luxemburgischer Fußballspieler
- Bigarelli, Guido, schweiz-italienischer Bildhauer und Architekt der Romanik
- Bigari, Vittorio (1692–1776), italienischer Maler
- Bigarny, Felipe († 1542), französisch-spanischer Bildhauer und Architekt der Renaissance
- Bigart, Homer (1907–1991), amerikanischer Journalist
- Bigas Luna (1946–2013), spanischer Filmregisseur
- Bigas, Pedro (* 1990), spanischer Fußballspieler
- Bigatti, Alfredo (1898–1964), argentinischer Bildhauer, Medailleur und bildender Künstler
- Bigatto, Carlo (1895–1942), italienischer Fußballspieler und -trainer
- Bigazzi, Giancarlo (1940–2012), italienischer Liedkomponist und -autor
- Bigazzi, Luca (* 1958), italienischer Kameramann
- Bigby, John S. (1832–1898), US-amerikanischer Politiker
- Bigdeli, Schahriar (* 1980), deutscher Weitspringer
- Bigeard, Marcel (1916–2010), französischer OffizierMarcel Bigeard (1916–2010)

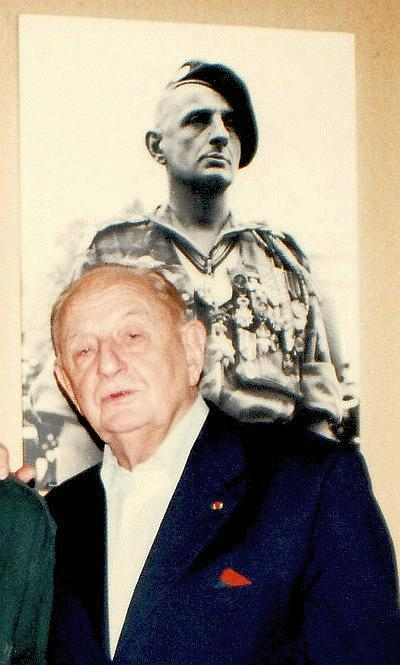
Marcel Bigeard (1916–2010)

- Bigeleben, Gerhard Caspar (1701–1780), Offizial des geistlichen Hofgerichts Werl
- Bigeleisen, Jacob (1919–2010), US-amerikanischer Chemiker
- Bigelmair, Andreas (1873–1962), deutscher katholischer Theologe
- Bigelmayr, Hermann (1958–2024), deutscher Holzbildhauer
- Bigelow, Abijah (1775–1860), US-amerikanischer Politiker
- Bigelow, Charles (* 1945), US-amerikanischer Typograf
- Bigelow, Francis Hill (1859–1933), US-amerikanischer Sammler und Autor auf dem Gebiet des Kunsthandwerks
- Bigelow, Henry Bryant (1879–1967), US-amerikanischer Zoologe
- Bigelow, Henry Jacob (1818–1890), US-amerikanischer Chirurg, Anästhesist und Medizinhistoriker
- Bigelow, Herbert S. (1870–1951), US-amerikanischer Politiker (Demokratische Partei)
- Bigelow, Hobart B. (1834–1891), Geschäftsmann, Politiker und Gouverneur von Connecticut
- Bigelow, Jacob (1787–1879), US-amerikanischer Mediziner und Botaniker
- Bigelow, John Milton (1804–1878), US-amerikanischer Arzt und Botaniker
- Bigelow, John Sr. (1817–1911), US-amerikanischer Jurist und Politiker
- Bigelow, John, Jr. (1854–1936), US-amerikanischer Kavallerie-Offizier, Schriftsteller und Hochschullehrer, Vorsteher des Yosemite-Nationalparks
- Bigelow, Julian (1913–2003), US-amerikanischer Elektrotechnik-Ingenieur
- Bigelow, Kathryn (* 1951), US-amerikanische Filmregisseurin
- Bigelow, Lewis (1785–1838), US-amerikanischer Politiker
- Bigelow, Poultney (1855–1954), amerikanischer Journalist
- Bigelow, Robert (* 1945), US-amerikanischer Milliardär und Pionier der privaten Raumfahrt
- Bigelow, Scott (1961–2007), US-amerikanischer WrestlerScott Bigelow (1961–2007)

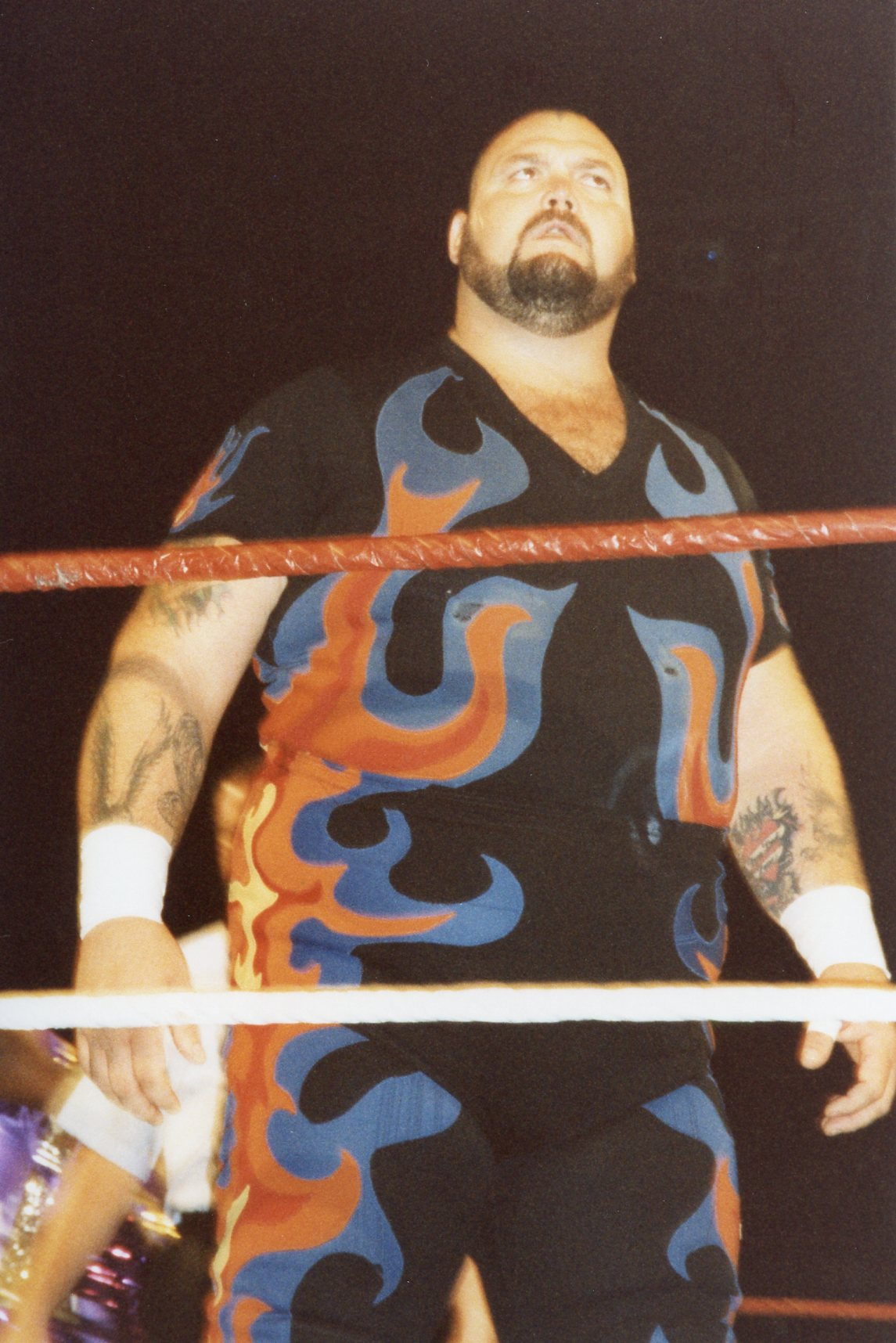
Scott Bigelow (1961–2007)

- Bigelow, Stephen J. (* 1971), britischer Mathematiker
- Bigelow, Wilfred Gordon (1913–2005), kanadischer Herzchirurg
- Bigelow, William Sturgis (1850–1926), US-amerikanischer Arzt und Sammler japanischer Kunst
- Bigenwald, Leo (1904–1985), deutscher Bildhauer, Keramiker und Grafiker
- Bigeou, Esther († 1936), US-amerikanische Vaudeville- und Blues-Sängerin
- Biggar, Dan (* 1989), walisischer Rugbyspieler
- Biggart, Bill (1947–2001), US-amerikanischer Fotograf
- Bigge, Arthur, 1. Baron Stamfordham (1849–1931), Privatsekretär der britischen Könige Victoria und Georg V.
- Bigge, Johannes (* 1989), deutscher Jazzmusiker (Piano, Komposition)
- Biggen, Lorenz Franz, Bildhauer in Niedersachsen
- Bigger, Elmar (* 1949), Schweizer Politiker (SVP)
- Bigger, Leo (* 1968), Schweizer Pastor und Gemeindeleiter der ICF Church Zürich
- Bigger, Samuel (1802–1845), US-amerikanischer Politiker
- Biggers, Dan (1931–2011), US-amerikanischer Schauspieler und Schulleiter
- Biggers, Earl Derr (1884–1933), US-amerikanischer Krimi-Schriftsteller
- Biggerstaff, Cory, US-amerikanischer Jazzmusiker (Bass)
- Biggerstaff, Sean (* 1983), britischer SchauspielerSean Biggerstaff (* 1983)

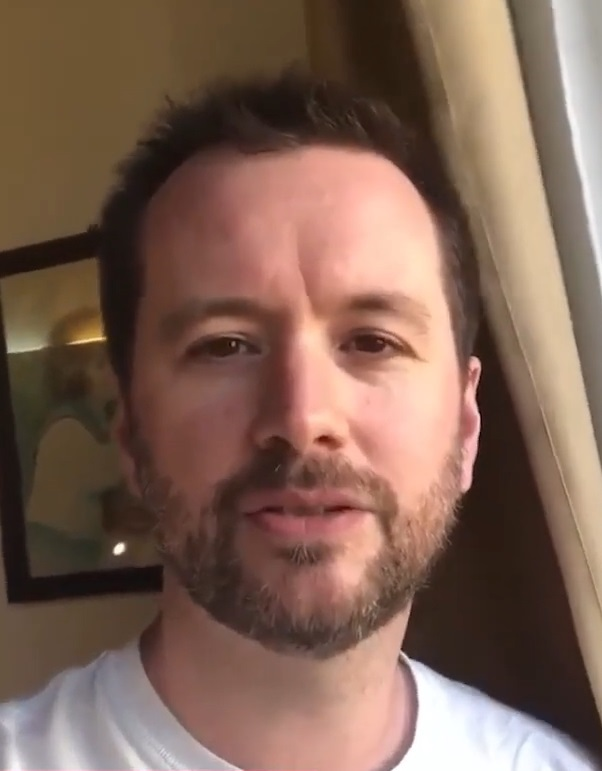
Sean Biggerstaff (* 1983)

- Biggert, Judy (* 1937), US-amerikanische Politikerin
- Biggio, Piero (1937–2007), italienischer Geistlicher, Erzbischof und Diplomat
- Biggle jr., Lloyd (1923–2002), US-amerikanischer Science-Fiction-Autor
- Biggs, Andy (* 1958), US-amerikanischer Politiker der Republikanischen Partei
- Biggs, Asa (1811–1878), US-amerikanischer Jurist und Politiker
- Biggs, Barry (* 1947), jamaikanischer Reggae-Sänger und Produzent
- Biggs, Benjamin T. (1821–1893), US-amerikanischer Politiker
- Biggs, Casey (* 1955), US-amerikanischer Film- und Theaterschauspieler
- Biggs, Hermann (1859–1923), US-amerikanischer Mediziner
- Biggs, James Crawford (1872–1960), US-amerikanischer Politiker, Jurist und United States Solicitor General
- Biggs, Jason (* 1978), US-amerikanischer SchauspielerJason Biggs (* 1978)

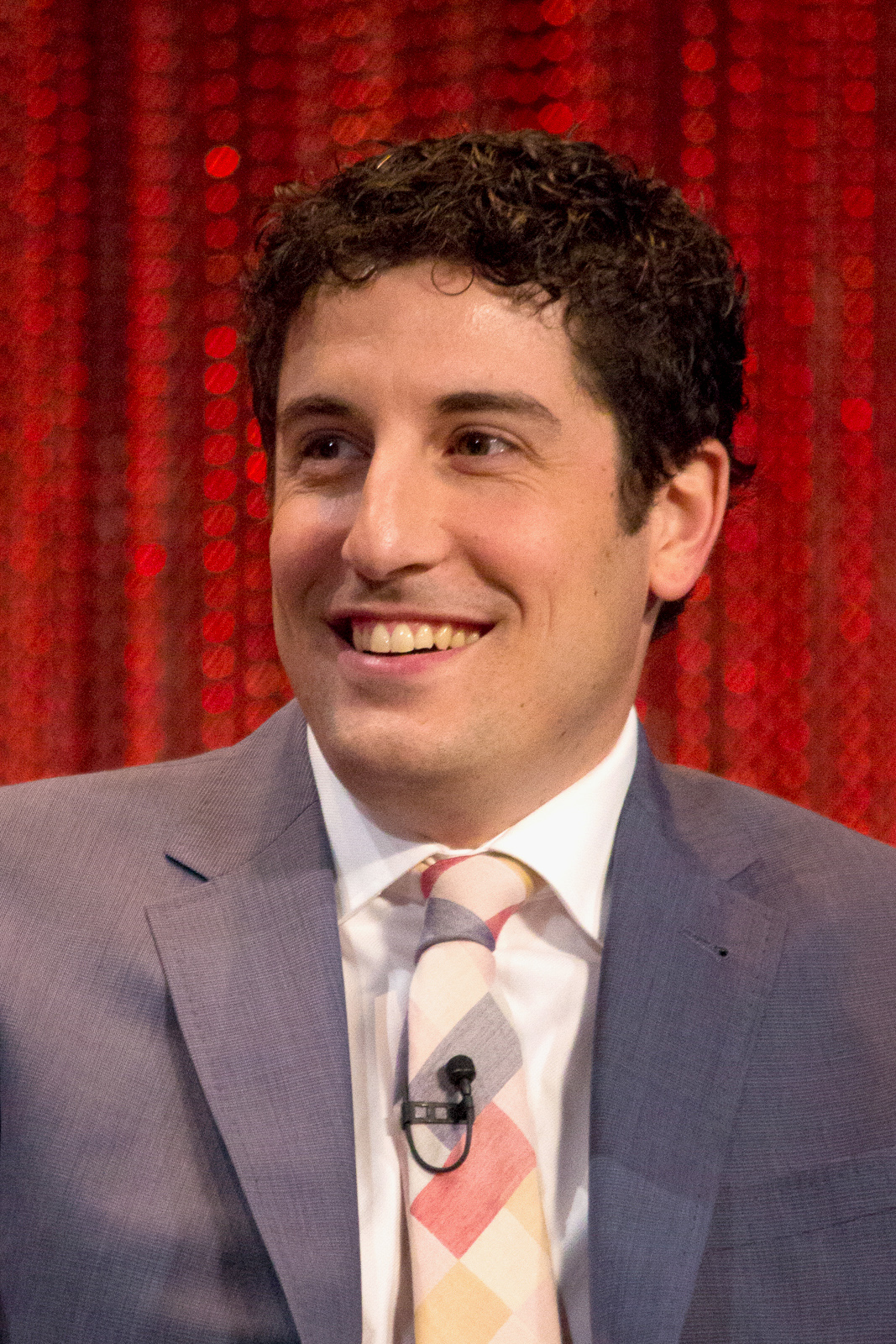
Jason Biggs (* 1978)

- Biggs, Jessica (* 1990), kanadische Biathletin
- Biggs, John Burville (* 1934), australischer pädagogischer Psychologe und Autor
- Biggs, Julian (1920–1972), kanadischer Filmproduzent, Filmregisseur, Drehbuchautor und Filmschaffender
- Biggs, Marion (1823–1910), US-amerikanischer Politiker
- Biggs, Patrick (* 1982), kanadischer Skirennläufer
- Biggs, Ralph (* 1976), belgisch-US-amerikanischer Basketballspieler
- Biggs, Rayse, US-amerikanischer Jazz- und Studiomusiker (Trompete, Flügelhorn, Keyboards) und Arrangeur
- Biggs, Reinette (* 1979), südafrikanische Ökologin und Erdsystemwissenschaftlerin
- Biggs, Richard (1960–2004), US-amerikanischer Fernseh- und Theaterschauspieler
- Biggs, Ronald (1929–2013), britischer PosträuberRonald Biggs (1929–2013)

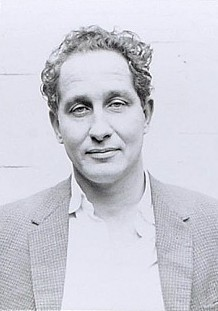
Ronald Biggs (1929–2013)

- Biggs, Rosemary Peyton (1921–2001), britische Botanikerin Und Hämatologin
- Biggs, Sheri (* 1970), US-amerikanische Politikerin
- Biggs, Tyrell (* 1960), US-amerikanischer Boxer
- Bigham, Daniel (* 1991), britischer Radsportler
- Bigham, Sally (* 1978), englische Mountainbikerin
- Bighead (* 1995), amerikanischer Musikproduzent, Songwriter und DJ
- Bighi, Pio (1780–1854), italienischer Kurienerzbischof
- Bigi, Bernardino Vitale (1884–1930), italienischer Ordensgeistlicher und römisch-katholischer Apostolischer Vikar von Kyrenaika
- Bigi, Emilio (1916–2009), italienischer Romanist und Italianist
- Bigi, Federica, san-marinesische Diplomatin und Botschafterin
- Bigi, Federico (1920–1996), san-marinesischer Politiker
- Bigi, Hugo (1926–2010), Schweizer Akkordeonist und Komponist
- Bigi, Ikaros (* 1947), deutscher Physiker
- Bigi, Tainá Silva (* 1995), brasilianische Beachvolleyballspielerin
- Bigiev, Musa († 1949), tatarisch islamischer Gelehrter, Reformdenker, Philosoph, Publizist und politischer Aktivist
- Bigini, Antonio (* 1980), italienischer Filmregisseur und Drehbuchautor
- Bigio, Gilbert, haitianischer Geschäftsmann
- Bigio, Nanni di Baccio († 1568), italienischer Maler, Bildhauer und Architekt
- Bigirimana, Gaël (* 1993), englisch-burundischer Fußballspieler
- Bigirumwami, Aloys (1904–1986), ruandischer römisch-katholischer Geistlicher, Apostolischer Vikar/Bischof von Nyundo
- Bigjekhani, Gholam Hossein (1918–1987), iranischer Tarspieler
- Bigl, Benjamin (* 1979), deutscher Kommunikationswissenschaftler
- Bigl, Gunther (* 1972), deutscher Unternehmer und Sachbuchautor
- Bigl, Volker (1942–2005), deutscher Neurochemiker
- Biglari, Fereidoun (* 1970), iranischer Prähistoriker
- Bigler, Alfred (* 1898), deutscher SS-Führer
- Bigler, Ernst (* 1946), Schweizer Jazzmusiker (Posaune)
- Bigler, Hans-Ulrich (* 1958), Schweizer Verbandsfunktionär und Politiker
- Bigler, Heinz (1925–2002), Schweizer Fußballspieler
- Bigler, Heinz (* 1934), Schweizer Jazzmusiker
- Bigler, John (1805–1871), US-amerikanischer Politiker
- Bigler, Josef (1866–1949), deutscher Verwaltungsjurist und Leiter des bayerischen Landesvermessungsamtes
- Bigler, Kurt (1925–2007), deutsch-schweizerischer Pädagoge
- Bigler, Rolf R. (1930–1978), Schweizer Soziologe, Journalist und Historiker
- Bigler, Sascha (* 1968), Schweizer Drehbuchautor und Regisseur
- Bigler, William (1814–1880), US-amerikanischer Politiker
- Bigler-Eggenberger, Margrith (1933–2022), Schweizer Juristin
- Bigley, Kevin (* 1986), US-amerikanischer Schauspieler
- Biglia, Lucas (* 1986), argentinischer Fußballspieler
- Bigliardi, Tebaldo (* 1963), italienischer Fußballspieler
- Bigliel, Thomas (* 1986), Schweizer Politiker (FDP)
- Biglieri, Olga (1915–2002), italienische Malerin, Journalistin und Fliegerin
- Biglieri, Santiago (* 1986), argentinischer Fußballspieler
- BigMama (* 2000), italienische RapperinBigMama (* 2000)

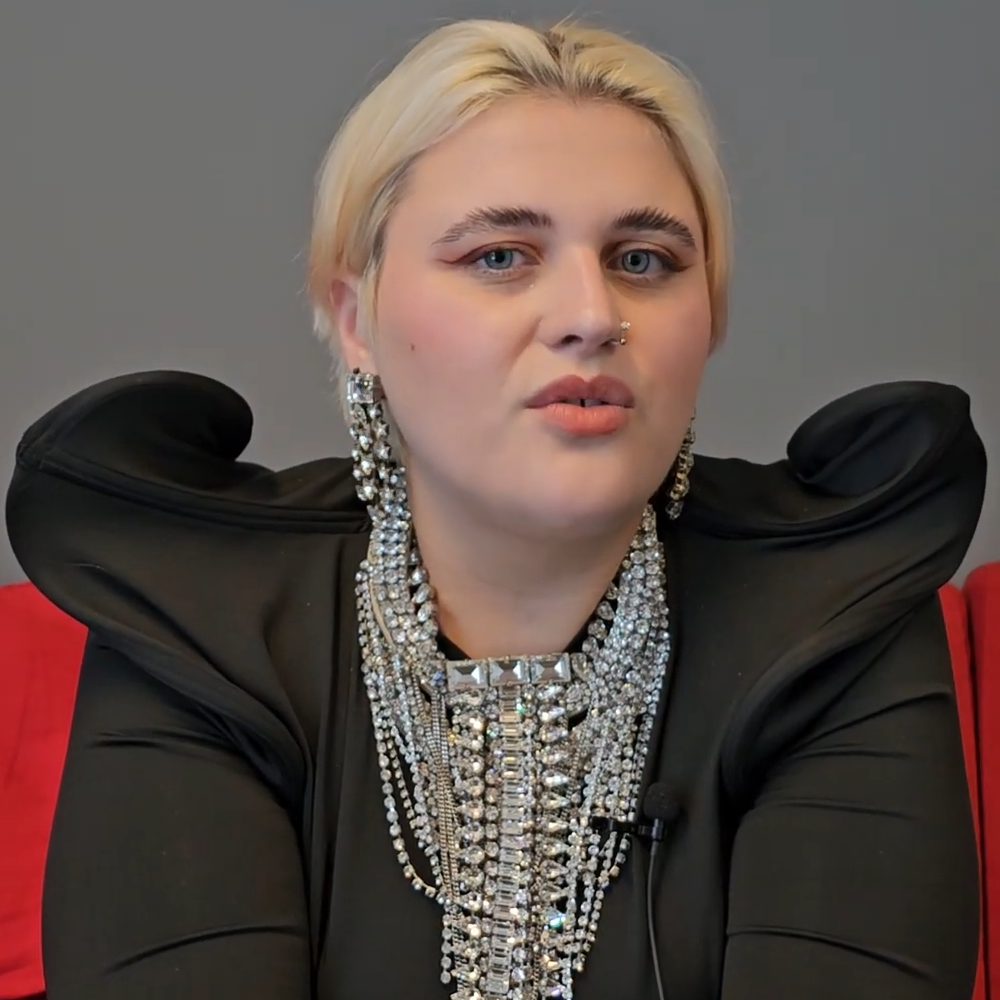
BigMama (* 2000)

- Bigman (* 1999), südkoreanischer Beatboxer, Webvideoproduzent, Singer-Songwriter und Komponist
- Bigman, Louis Emile (1900–1980), gabunischer Politiker, Parlamentspräsident
- Bignall, Bob (1922–2013), australischer Fußballspieler
- Bignall, Herbert (1906–1989), britischer Marathonläufer
- Bignami, Giovanni (1944–2017), italienischer Astrophysiker
- Bignami, Vespasiano (1841–1929), italienischer Maler, Kunstkritiker und Herausgeber
- Bignamini, Jader (* 1976), italienischer Dirigent und Klarinettist
- Bignan, Anne (1795–1861), französischer Schriftsteller und Übersetzer
- Bignasca, Andrea (* 1962), Schweizer Klassischer Archäologe
- Bignasca, Attilio (1943–2020), Schweizer Politiker
- Bignasca, Giuliano (1945–2013), Schweizer Politiker, Bauunternehmer und VerlegerGiuliano Bignasca (1945–2013)

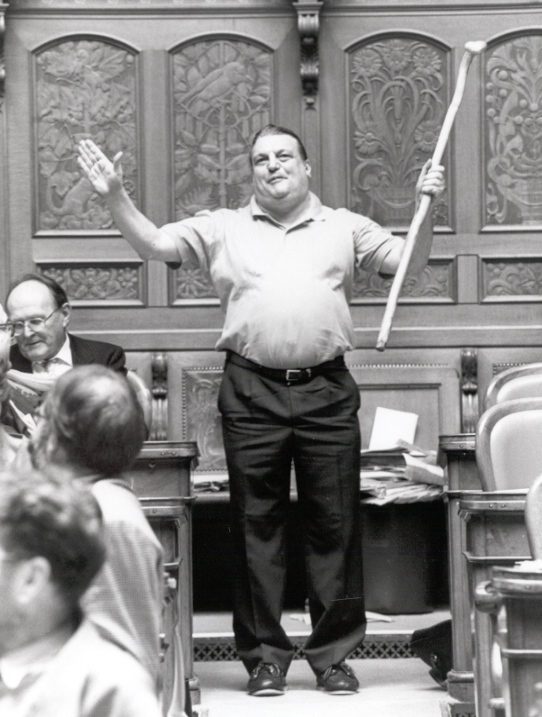
Giuliano Bignasca (1945–2013)

- Bigne, Valtesse de la (1848–1910), französische Schauspielerin, Schriftstellerin und Kurtisane
- Bignens, Max (1912–2001), Schweizer Bühnenbildner und Kostümbildner
- Bignet, Michael (* 1987), französischer E-Sportler
- Bignet, Stéphan (* 1971), französischer Triathlet
- Bignetti, Matteo (* 2004), österreichischer FußballspielerMatteo Bignetti (* 2004)

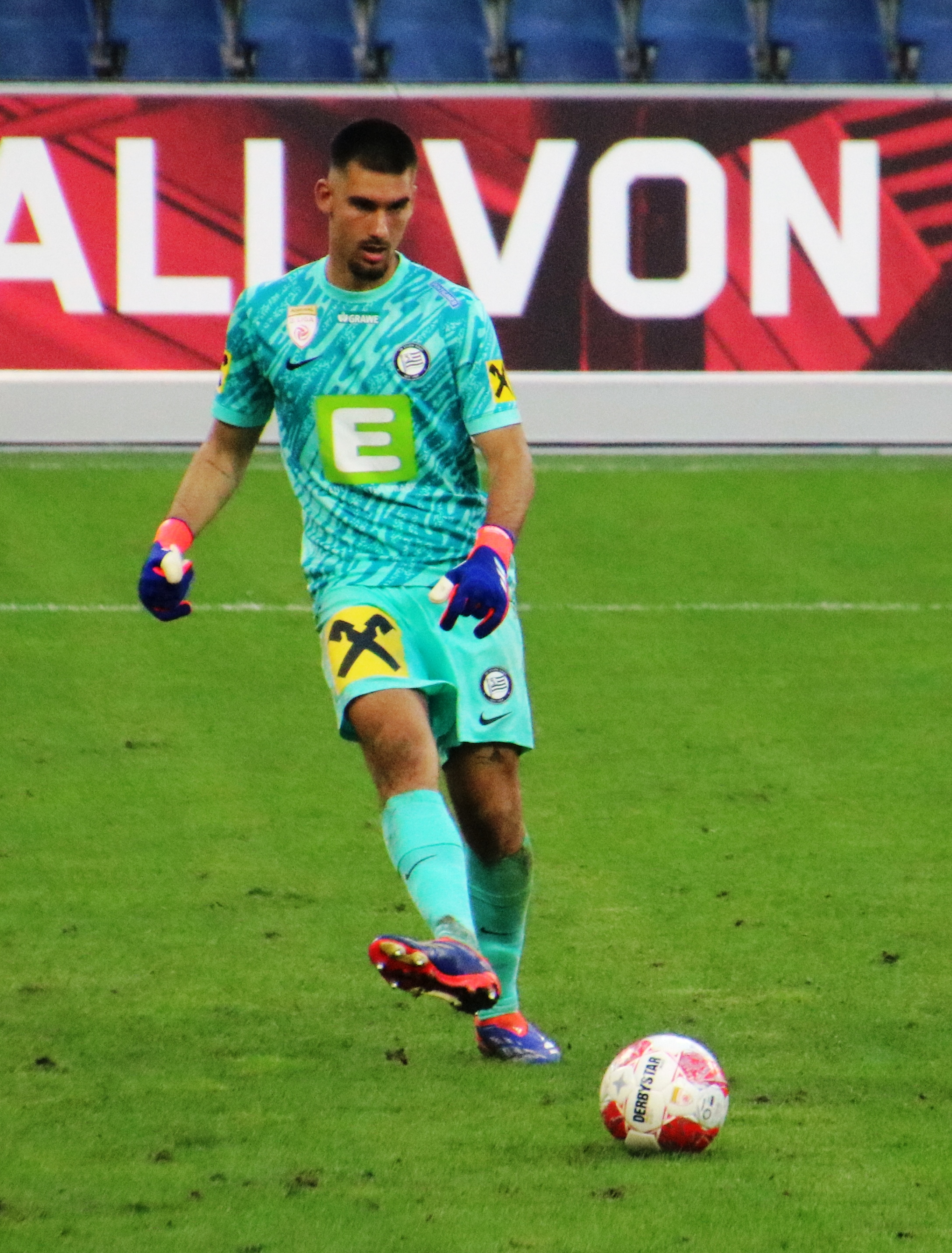
Matteo Bignetti (* 2004)

- Bignio, Louis von (1839–1907), Opernsänger (Bariton)
- Bignold, Marie (1927–2018), australische Politikerin, Rechtsanwältin und Mitglied des Legislativrates von New South Wales
- Bignon, Armand-Jérôme (1711–1772), französischer Bibliothekar, Vogt von Paris und Mitglied der Académie française
- Bignon, Jean-Paul (1662–1743), französischer römisch-katholischer Geistlicher, Oratorianer, Wissenschaftsorganisator, Bibliothekar, Autor und Mitglied der Académie française
- Bignon, Jérôme (1589–1656), französischer Jurist, Historiker und Gelehrter
- Bignone, Ettore (1879–1953), italienischer Klassischer Philologe (mit dem Schwerpunkt Gräzistik) und Philosophiehistoriker
- Bignone, Reynaldo (1928–2018), argentinischer General und Staatspräsident
- Bignotti, Franco (1930–1991), italienischer Comiczeichner
- Bignou, Étienne (1891–1950), französischer Kunsthändler und Galerist
- Bigod, Francis (1508–1537), englischer Adliger
- Bigod, Ralph († 1461), englischer Ritter
- Bigod, Roger, 4. Earl of Norfolk († 1270), englischer Magnat und Höfling
- Bigode (1922–2003), brasilianischer Fußballspieler
- Bigogno, Giuseppe (1909–1977), italienischer Fußballspieler
- Bigois, Loïc (* 1960), französischer Aerodynamiker
- Bigon, Alberto (* 1947), italienischer Fußballspieler und -trainer
- Bigon, Dov (* 1940), israelischer Rabbiner
- Bigoni, Bruno (* 1950), italienischer Filmregisseur und Drehbuchautor
- Bigoni, Francesco (* 1982), italienischer Jazzmusiker (Saxophon, Komposition)
- Bigoni, Mario (1984–2011), italienischer Fußballspieler
- Bigonzetti, Mauro (* 1960), italienischer Choreograph und Tänzer
- Bigorra, Vladimir (* 1954), chilenischer Fußballspieler
- Bigot de Préameneu, Félix-Julien-Jean (1747–1825), französischer Jurist, Minister und Mitglied der Académie française
- Bigot de Saint-Quentin, Anatol von (1849–1932), österreichischer Offizier
- Bigot de Saint-Quentin, Douglas von (1899–1982), österreichischer Odonatologe
- Bigot de Saint-Quentin, Franz Ludwig von (1774–1854), österreichischer Offizier
- Bigot de Saint-Quentin, Karl von (1805–1884), österreichischer Offizier und Schriftsteller
- Bigot, Bernard (1950–2022), französischer Chemiker, Wissenschaftsmanager und Regierungsbeamter
- Bigot, Christophe (* 1965), französischer Diplomat
- Bigot, Eugène (1888–1965), französischer Komponist und Dirigent
- Bigot, Georges (1860–1927), französischer Karikaturist und Illustrator
- Bigot, Guillaume (* 1502), französischer Dichter, Philosoph und Arzt
- Bigot, Jules (1915–2007), französischer Fußballspieler und -trainer
- Bigot, Louis (1913–1996), französischer Schachspieler
- Bigot, Marie (1786–1820), französische Pianistin und Komponistin
- Bigot, Marthe (1878–1962), französische Politikerin und Feministin
- Bigot, Quentin (* 1992), französischer Leichtathlet
- Bigot, Trophime (* 1597), französischer Maler
- Bigott, Edmund (1910–1943), deutscher Klassischer Philologe
- Bigott, Gabriele (* 1944), deutsche Hörspielautorin, -regisseurin und -dramaturgin
- Bigottini, Émilie (1784–1858), französische Tänzerin
- Bigourdan, Guillaume (1851–1932), französischer Astronom
- Bigras, Chris (* 1995), kanadischer Eishockeyspieler
- Bigsby, John Jeremiah (1792–1881), britischer Geologe
- Biguet, Martial (* 1971), zentralafrikanischer Sprinter
- Bigum, Gunnar (1914–1983), dänischer Schauspieler
- Bigun, Kaylan (* 2006), US-amerikanischer Tennisspieler
- Biguzzi, George (1936–2024), italienischer Ordensgeistlicher und römisch-katholischer Bischof von Makeni in Sierra Leone
- Bigwai, israelitischer Rückkehrer aus dem Babylonischen Exil

### Bih
- Biha, Léopold (* 1919), burundischer Politiker, Premierminister Burundis (1965 bis 1966)
- Bihać, Zoran (* 1965), deutscher Musikvideo- und Werbespotregisseur
- Bihalji-Merin, Oto (1904–1993), jugoslawischer Maler und Kunsthistoriker
- Biham, Eli (* 1960), israelischer Kryptologieexperte
- Bihani, Yogita (* 1995), indische Schauspielerin
- Bihar, Ferenc (1847–1920), ungarischer Feldzeugmeister und k.u. Landesverteidigungsminister (1905/06)
- Bihari, János (1764–1827), ungarischer Komponist und Zigeunerprimás
- Bihari, Joe (1925–2013), US-amerikanischer Musikproduzent
- Bihari, Lal (* 1961), indischer Mann, fälschlicherweise behördlich für tot erklärt; Aktivist für Belange „Toter“; Ig-Nobelpreisträger
- Bihari, Sándor (1855–1906), ungarischer Genremaler
- Bihegue, Thorsten (* 1974), deutscher Theaterregisseur, Dramaturg, Autor und Performer
- Bihel, René (1916–1997), französischer Fußballspieler
- Bihéron, Marie Marguerite (1719–1795), französische Künstlerin
- Bihin, Paul (* 1911), belgischer Diplomat
- Bihl, Agnès (* 1974), französische Sängerin
- Bihl, Georg Friedrich (1847–1935), deutscher Architekt
- Bihl, Hans (1908–1944), deutscher Rechtswissenschaftler und Bibliothekar
- Bihl, Konrad (1898–1971), deutscher Mediziner und ärztlicher Standespolitiker
- Bihl, Lisa (* 1982), deutsche Schauspielerin
- Bihl, Liselotte (1909–2000), deutsche Romanistin
- Bihl, Michael (1878–1950), französischer Franziskaner, Historiker und Franziskus-Forscher
- Bihl, Thomas (* 1975), deutscher Pokerspieler
- Bihl, Wolfdieter (* 1937), österreichischer Historiker
- Bihler, Heinrich (1918–2017), deutscher Romanist, Hispanist und Mediävist
- Bihler, Katharina (* 1966), deutsche Hörspielsprecherin und Performancekünstlerin
- Bihler, Lucia (* 1988), deutsche Theaterregisseurin
- Bihler, Urs (* 1944), Schweizer Schauspieler
- Bihlmaier, Anja (* 1978), deutsche DirigentinAnja Bihlmaier (* 1978)

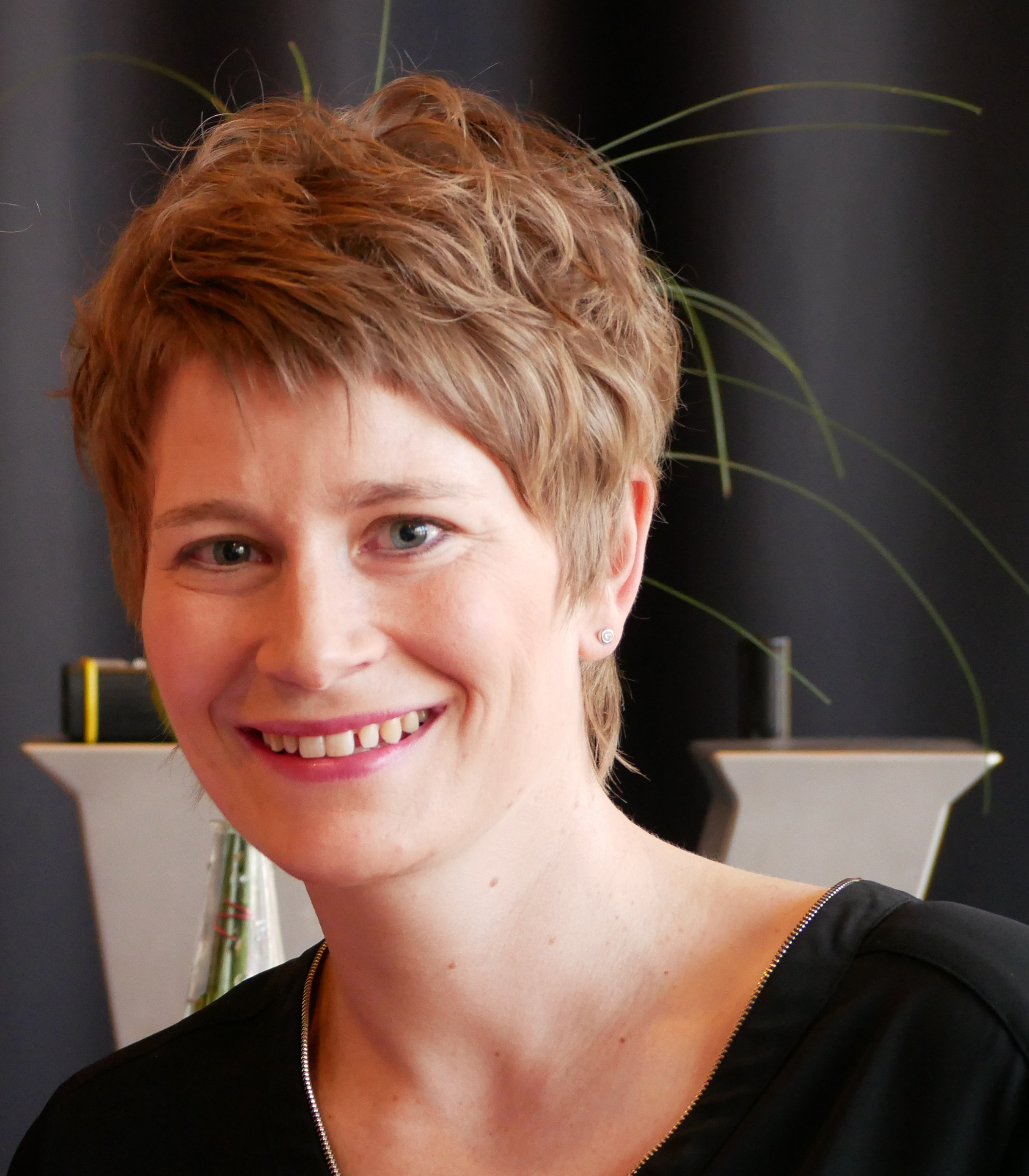
Anja Bihlmaier (* 1978)

- Bihlmaier, Dieter (1941–1981), deutscher Jazzflötist
- Bihlman, George (1895–1985), US-amerikanischer Kugelstoßer
- Bihlmayer, Herbert (1935–2024), deutscher römisch-katholischer Ordensgeistlicher
- Bihlmeyer, Karl (1874–1942), deutscher römisch-katholischer Theologe, Priester und Kirchenhistoriker
- Bihn, Egon (* 1954), deutscher Fußballspieler
- Bihn, Joseph (1822–1893), Pfarrer und Ordensgründer
- Bihonda, Nestor (1924–1986), burundischer Geistlicher, römisch-katholischer Bischof von Muyinga
- Bihorac, Šeki, bosniakischer Turbofolk-Sänger
- Bihourd, Georges (1846–1914), französischer Verwaltungsbeamter und Diplomat
- Bihr, Manuel (* 1993), deutsch-thailändischer Fußballspieler
- Bihrer, Andreas (* 1970), deutscher Historiker

### Bii
- Bii, Winny (* 2003), kenianische Dreispringerin
- Biilmann, Holger (1797–1864), dänischer Kaufmann und kommissarischer Inspektor in Grönland
- Biilmann, Martha (1921–2008), grönländische Kürschnerin
- Biilmann, Samuel (* 1936), grönländischer Pastor, Katechet und Lehrer
- Biin, Aarne (1942–2022), estnischer Schriftsteller
- Biischewa, Sainab (1908–1996), baschkirische und sowjetische Schriftstellerin, Dichterin, Dramatikerin und Übersetzerin

### Bij
- Bij, Jan van der (* 1991), niederländischer Ruderer
- Bijač, Marko (* 1991), kroatischer Wasserballspieler
- Bijak, Daria Eva (* 1985), deutsche Kunstturnerin
- Bijak, Juliusz (1860–1943), polnischer Generalmajor der k.u.k. Armee, Generalmajor der polnischen Armee
- Bijani, Ladan (1974–2003), siamesischer Zwilling
- Bijani, Laleh (1974–2003), siamesischer Zwilling
- Bijaoui, Serge Michael, französischer Musikproduzent
- Bijedić, Džemal (1917–1977), jugoslawischer PolitikerDžemal Bijedić (1917–1977)

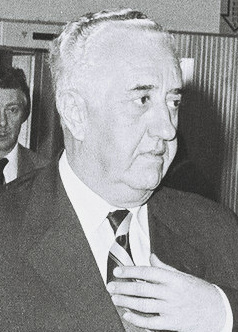
Džemal Bijedić (1917–1977)

- Bijedić, Nenad (1959–2011), bosnischer Fußballspieler und -trainer
- Bijeh, Mohammed († 2005), iranischer Serienmörder
- Bijekenow, Qairat (* 1972), kasachischer Skispringer
- Bijelić, Dario (* 2004), kroatischer Fußballspieler
- Bijen, Koen (* 1998), niederländischer Hockeyspieler
- Bijeveld, Bartholomeus Johannes (1713–1778), niederländischer alt-katholischer Bischof von Deventer
- Bijl, Glenn (* 1995), niederländischer Fußballspieler
- Bijl, Guillaume (1946–2025), belgischer Konzeptkünstler
- Bijl, Hendrik van der (1887–1948), südafrikanischer Naturwissenschaftler
- Bijl, Jules (* 1958), niederländischer Politiker (Democraten 66) und Diplomat
- Bijlert, Jan van, holländischer Maler
- Bijleveld, Daniel Jan (1791–1885), niederländischer Rechtsanwalt und Politiker
- Bijleveld, Hendrik (1885–1954), niederländischer Jurist und Politiker, Mitglied der Zweiten Kammer der Generalstaaten und Marineminister
- Bijleveld, Joke (* 1940), niederländische Weitspringerin und Sprinterin
- Bijleveld-Schouten, Ank (* 1962), niederländische Politikerin
- Bijlow, Justin (* 1998), niederländischer Fußballspieler
- Bijlsma, Masha (* 1971), niederländische Jazzsängerin
- Bijma, Greetje (* 1956), niederländische Sängerin
- Bijns, Anna (1493–1575), flämische Schriftstellerin
- Bijol, Jaka (* 1999), slowenischer Fußballspieler
- Bijotat, Dominique (* 1961), französischer Fußballspieler und -trainer
- Bijoux, Stéphane (* 1970), französischer Journalist und Politiker (LREM), MdEP
- Bijster, Cor (1922–1998), niederländischer Radrennfahrer
- Bijster, Jacob (1902–1958), niederländischer Organist und Komponist
- Bijsterbosch, Marc (* 1993), niederländischer Poolbillardspieler
- Bijsterveldt, Marja van (* 1961), niederländische Politikerin (CDA)
- Bijtelaar, Bep (1898–1978), niederländische Zeichnerin und Kirchenarchivarin
- Biju, Sathyabhama Das (* 1963), indischer Herpetologe, Botaniker und Naturschutzbiologe
- Bijvanck, Henk (1909–1969), niederländischer Komponist
- Bijvoet, Arie (1891–1976), niederländischer Fußballspieler
- Bijvoet, Bernard (1889–1979), niederländischer Architekt
- Bijvoet, Johannes Martin (1892–1980), holländischer Chemiker und Kristallograph

### Bik
- Bik, Elisabeth (* 1966), niederländische Mikrobiologin
- Bika, Sakio (* 1979), kamerunischer Boxer
- Bikar, Alenka (* 1974), slowenische Sprinterin und Politikerin
- Bikbajewa, Sergejewna Anna (* 1994), russische Tischtennisspielerin
- Bıkçın Tosun, Hamide (* 1978), türkische Taekwondoin
- Bikel, Theodore (1924–2015), US-amerikanischer Folksänger und Schauspieler österreichischer HerkunftTheodore Bikel (1924–2015)

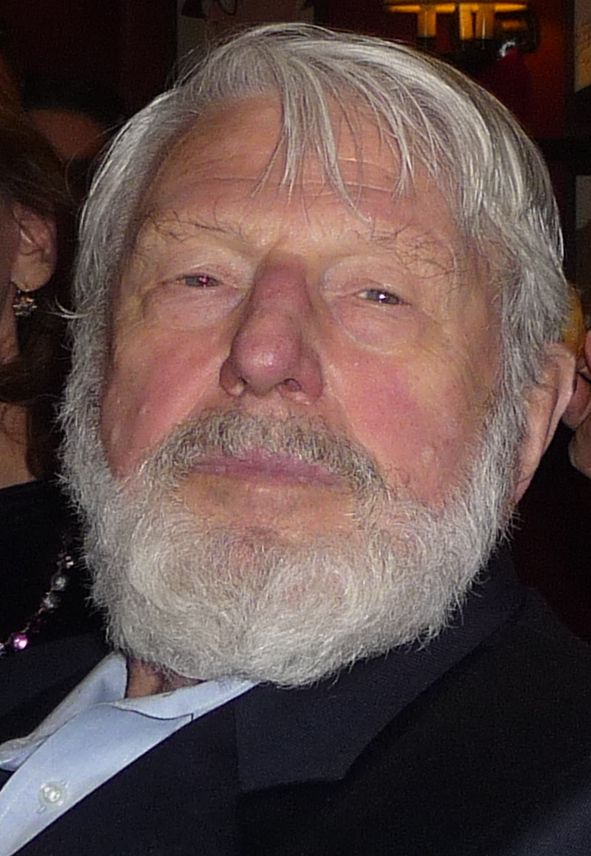
Theodore Bikel (1924–2015)

- Bikerman, Iosif Menassievich (1867–1945), russischer Journalist und Autor
- Bikerman, Jacob Joseph (1898–1978), russisch-staatenlos-amerikanischer Chemiker
- Bikert, Jekaterina Eduardowna (* 1980), russische Hürdenläuferin
- Bikey, André (* 1985), kamerunischer Fußballspieler
- Bikey, Dylan (* 1995), französischer Fußballspieler
- Bikienga, Salfo (* 1989), burkinischer Straßenradrennfahrer
- Bikila, Abebe (1932–1973), äthiopischer Marathonläufer und zweifacher Olympiasieger
- Bikila, Worku (* 1968), äthiopischer Langstreckenläufer
- Bikkembergs, Dirk (* 1959), belgischer Modeschöpfer
- Bikkembergs, Kurt (* 1963), belgischer Komponist, Musikpädagoge und Dirigent
- Bikkenin, Nail (1931–2007), sowjetischer bzw. russischer Philosoph und Journalist
- Bikker, Herbertus (1915–2008), niederländisches Mitglied der Waffen-SS
- Bikle, Julie (1871–1962), deutsch-schweizerische Philanthropin
- Bikmayev, Marat (* 1986), usbekischer Fußballspieler
- Bıkmaz, Ferhat (* 1988), deutsch-türkischer Fußballspieler
- Biko, Steve (1946–1977), südafrikanischer BürgerrechtlerSteve Biko (1946–1977)

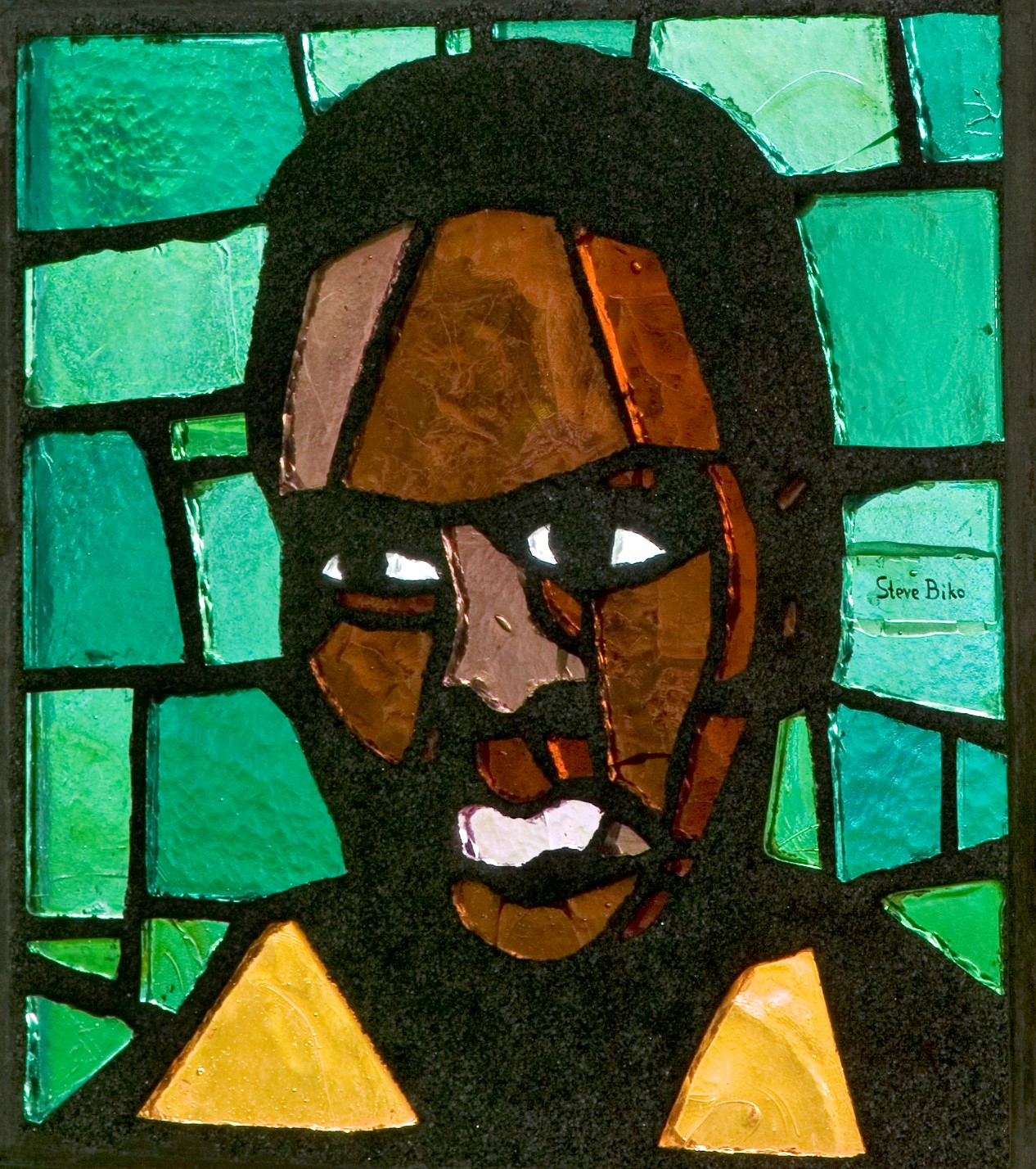
Steve Biko (1946–1977)

- Bikoko, Severin Brice (* 1988), kamerunischer Fußballspieler
- Bikont, Anna (* 1954), polnische Journalistin und Schriftstellerin
- Bikont, Piotr (1955–2017), polnischer Regisseur, Schauspieler, Journalist und Theaterleiter
- Biković, Miloš (* 1988), serbischer Schauspieler
- Bikow, Jordan (* 1950), bulgarischer Gewichtheber
- Bikše, Indulis (* 1995), lettischer Skilangläufer
- Biktagirowa, Lilija Airatowna (* 1990), russische Eiskunstläuferin
- Biktagirowa, Madina Ulfatowna (* 1964), russische Marathonläuferin
- Biktaschewa, Leissan Maratowna (* 1993), russische Biathletin
- Biktaschewa, Ljudmila Marsowna (* 1974), russische Langstreckenläuferin
- Biktimirowa, Alewtina Walerjewna (* 1982), russische Marathonläuferin
- Biktyakova, Liliya (* 1979), usbekische Tennisspielerin
- Biktyakova, Luiza (* 1982), usbekische Tennisspielerin

### Bil

#### Bila
- Bila, Ernst von (1868–1918), preußischer Major, Regimentskommandeur und Ritter des Ordens Pour le Mérite
- Bila, Friedrich von († 1621), kaiserlicher Rat im Königreich Böhmen und Landesdirektor sowie Besitzer der Herrschaften Schochau und Chottomirsch
- Bila, Georg von († 1559), deutscher Domherr und erzbischöflicher Kirchner zu Magdeburg und Besitzer des geistlichen Lehens St. Maria Magdalena auf der Brücke zu Mühlhausen
- Bila, Helene von (1904–1985), deutsche Hochschulpolitikerin
- Bila, Jedediah (* 1979), US-amerikanische Journalistin und FernsehmoderatorinJedediah Bila (* 1979)

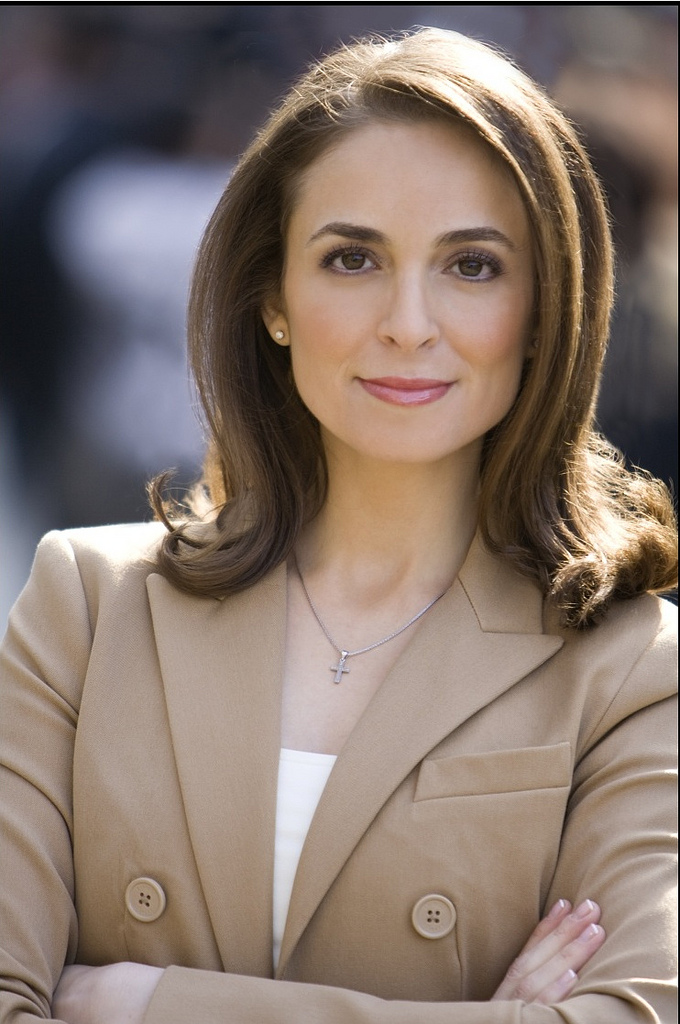
Jedediah Bila (* 1979)

- Bila, Karl Anton von (1741–1820), preußischer Generalmajor und Chef der magdeburgischen Füsilierbrigade
- Bila, Karl von (1784–1846), preußischer Generalmajor sowie Gutsbesitzer in Hainrode
- Bílá, Lucie (* 1966), tschechische Sängerin und Schauspielerin
- Bila, Rudolf Ernst von (1743–1808), preußischer Generalmajor, Chef des Husarenregiments Nr. 11
- Bílá, Věra (1954–2019), tschechische Sängerin vom Volk der Roma
- Bilabel, Alexander (1856–1935), deutscher Richter in Bayern
- Bilabel, Barbara (* 1939), deutsche Regisseurin, Bühnenbildnerin und Kostümbildnerin
- Bilabel, Friedrich (1888–1945), deutscher Papyrologe
- Bilabel, Heinrich August (1831–1913), deutscher Politiker, Oberbürgermeister von Heidelberg
- Bilač, Borut (* 1965), slowenischer Weitspringer
- Bilač, Britta (* 1968), slowenische Hochspringerin
- Bilac, Olavo (1865–1918), brasilianischer Journalist, Dichter und Lehrinspektor
- Bilajbegovic, Haris (* 1978), österreichischer Schauspieler, Stuntman, Autor und Regisseur
- Biľak, Vasiľ (1917–2014), tschechoslowakischer kommunistischer Politiker
- Bilal (* 1979), US-amerikanischer Soulsänger und Songwriter
- Bilāl ibn Rabāh, MuslimBilāl ibn Rabāh

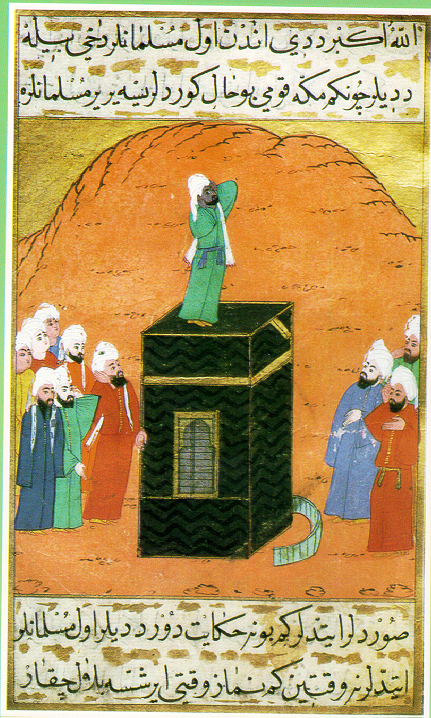
Bilāl ibn Rabāh

- Bilal, Cheb (* 1966), algerischer Raïsänger
- Bilal, Enki (* 1951), französischer Comiczeichner, Illustrator und Filmregisseur
- Bilal, Hasan (* 1998), türkischer Fußballspieler
- Bilal, Wafaa (* 1966), US-amerikanischer Künstler
- Bilalama, König von Ešnunna
- Bilali, Edmir (* 1970), albanischer Fußballspieler
- Bilali, Edona (* 1989), albanische Politikerin
- Bilali, Ibrahim (* 1965), kenianischer Boxer
- Bilali, Suleiman (* 1976), kenianischer Boxer
- Bilalov, Zeynəddin (* 1965), aserbaidschanischer Leichtathlet im Behindertensport
- Bilalow, Ilschat Mintagirowitsch (* 1985), russischer Eishockeyspieler
- Bilalow, Michail (* 1965), bulgarischer Schauspieler
- Bilan, Dima (* 1981), russischer PopsängerDima Bilan (* 1981)

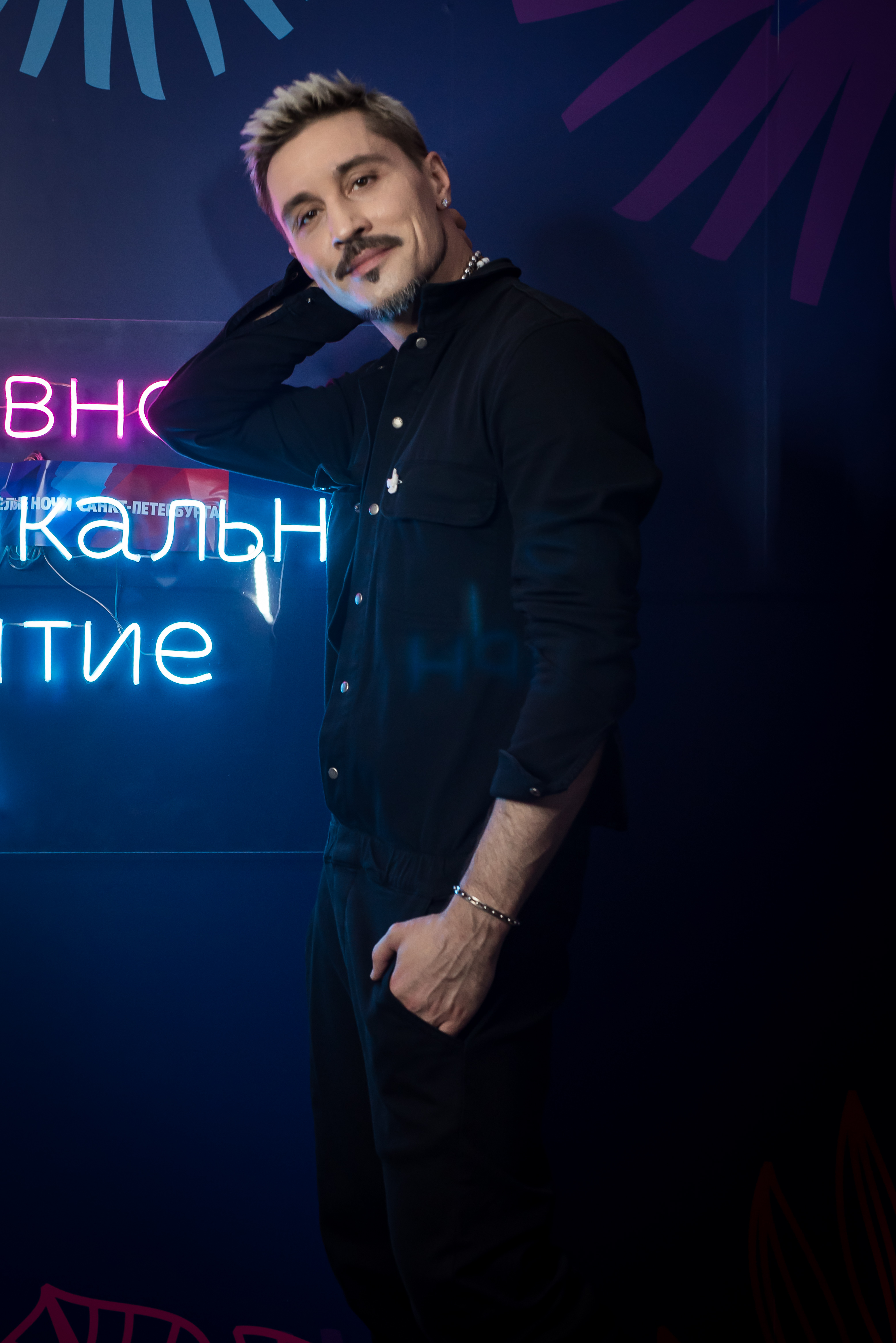
Dima Bilan (* 1981)

- Bilan, Heinz (1931–2023), deutscher Generalmajor der NVA
- Bilancia, Donato (1951–2020), italienischer Serienmörder
- Bilancia, Oreste (1881–1945), italienischer Schauspieler
- Biland, Rolf (* 1951), Schweizer Motorradrennfahrer
- Bilandic, Michael Anthony (1923–2002), US-amerikanischer Jurist und Politiker
- Bilanenko, Oleksandr (* 1978), ukrainischer Biathlet
- Bilanischwili, Micheil (1901–1934), georgischer Maler des Kubismus
- Bilardo, Carlos (* 1938), argentinischer FußballtrainerCarlos Bilardo (* 1938)

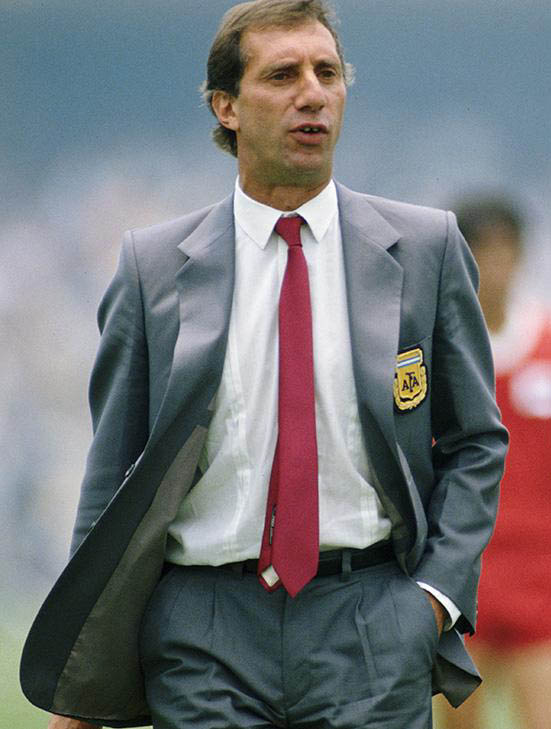
Carlos Bilardo (* 1938)

- Bilardo, Federica (* 1999), italienische Tennisspielerin
- Bilardo, Jacopo (* 2004), italienischer Tennisspieler
- Bilasch, Oleksandr (1931–2003), ukrainischer Komponist und Dichter
- Bilașco, Marius (* 1981), rumänischer Fußballspieler
- Bilate, Mario (* 1991), niederländischer Fußballspieler
- Bilau, Kurt (1872–1941), deutscher Offizier, Konstrukteur und Erfinder
- Bilay, Sascha (* 1979), deutscher Politiker (Die Linke), MdL
- Bilazer, Hayrullah (* 1995), türkischer Fußballspieler
- Bilazer, Muzaffer (* 1977), türkischer Fußballspieler und -trainer

#### Bilb
- Bilba, Jim (* 1968), französischer Basketballspieler
- Bilban, Blaž (* 1982), slowenischer Skispringer
- Bilbao La Vieja, Veronica (* 1963), italienische Filmregisseurin, Drehbuchautorin und Filmproduzentin
- Bilbao Rioja, Bernardino (1895–1983), bolivianischer General und Politiker
- Bilbao, Fernando, spanischer Schauspieler
- Bilbao, Izaskun (* 1961), spanische Politikerin (PNV), MdEP
- Bilbao, Pello (* 1990), spanischer RadrennfahrerPello Bilbao (* 1990)

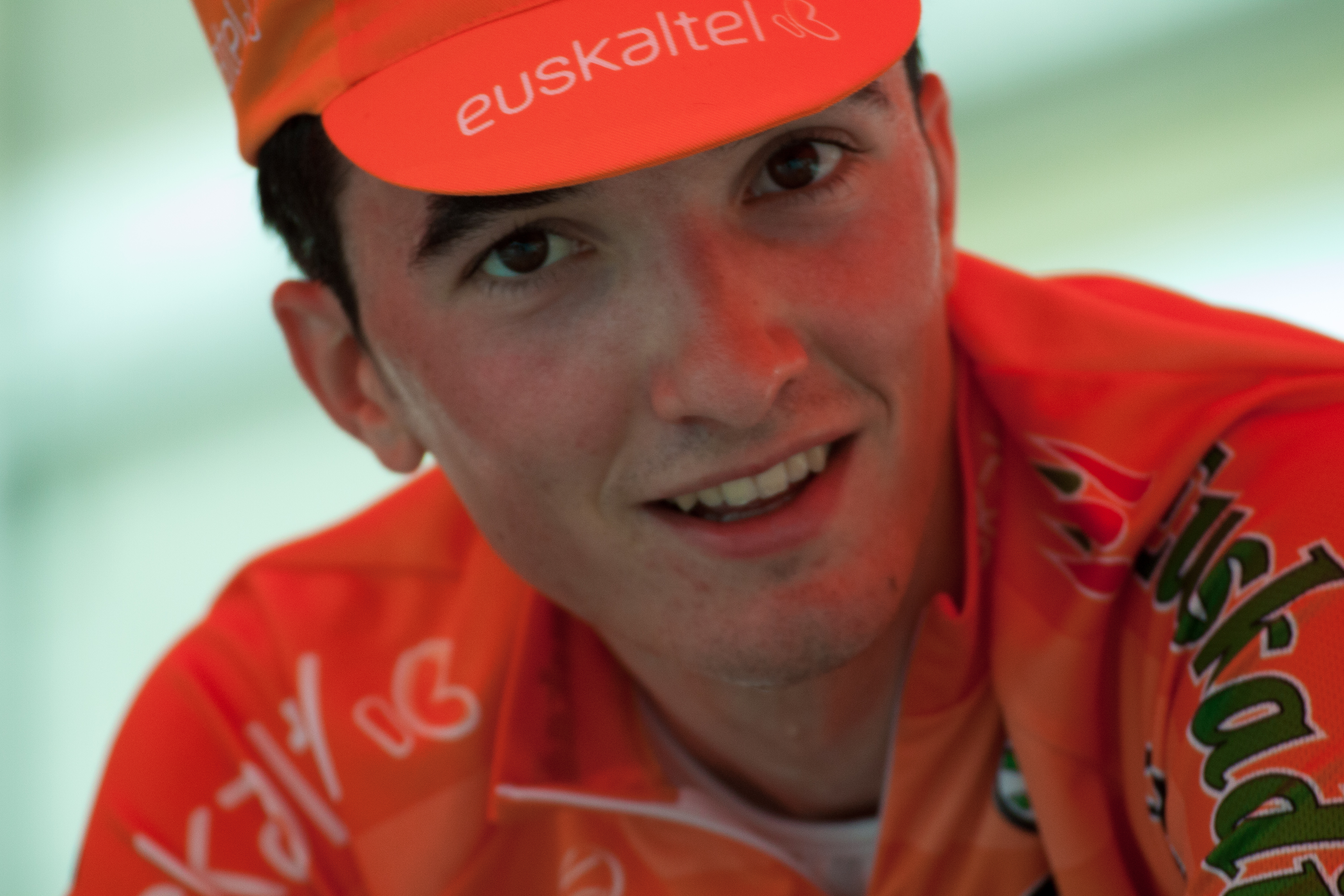
Pello Bilbao (* 1990)

- Bilbao, Tatiana (* 1972), mexikanische Architektin
- Bilbao, Unai (* 1994), spanischer Fußballspieler
- Bilbaşar, Kemal (1910–1983), türkischer Lehrer und Schriftsteller
- Bilbassow, Wassili Alexejewitsch (1837–1904), ukrainisch-russischer Historiker und Publizist
- Bilbault, Charlotte (* 1990), französische Fußballspielerin
- Bilbija, Filip (* 2000), deutscher Fußballspieler
- Bilbija, Nenad (* 1984), slowenischer Handballspieler
- Bilbo, Jack (1907–1967), deutscher Schriftsteller, Maler, Kapitän und (Lebens-)Künstler
- Bilbo, Theodore G. (1877–1947), US-amerikanischer Politiker
- Bilbray, Brian (* 1951), US-amerikanischer Politiker
- Bilbray, James (1938–2021), US-amerikanischer Politiker
- Bilbrew, Gene (1923–1974), US-amerikanischer Cartoonist

#### Bilc
- Bilcescu, Sarmiza (1867–1935), rumänische Juristin
- Bilchev, Kylie (* 2003), britische Tennisspielerin
- Bilčík, Vladimír (* 1975), slowakischer Universitätsdozent und Politiker
- Bilcock, Jill (* 1948), australische Filmeditorin
- Bilczewski, Józef (1860–1923), römisch-katholischer Erzbischof

#### Bild
- Bild, Andreas (* 1971), schwedischer Fußballspieler
- Bild, Hans (1921–2004), saarländischer Fußballspieler
- Bild, Harry (1936–2025), schwedischer Fußballspieler
- Bilda, Linda (1963–2019), bildende Künstlerin, Aktivistin, Ausstellungsmacherin und Verlegerin
- Bildau, Sara (* 1984), deutsche Journalistin, Fernsehmoderatorin und Reporterin
- Bilde, Dominique (* 1953), französische Politikerin
- Bilden, Helga (* 1941), deutsche Psychologin
- Bilder, Richard B. (1927–2025), amerikanischer Jurist
- Bilderback, Nicole (* 1975), US-amerikanische Schauspielerin
- Bilderbeck, Hermann (1729–1798), Kaufmann und Ratsherr der Hansestadt Lübeck
- Bilderbeck, Ludwig Benedict Franz von (1766–1856), elsässischer Übersetzer und Autor von Dichtungen, Romanen, Bühnendramen und Lustspielen
- Bilderbeek, Stien van (1887–1979), niederländische Kollaborateurin, NBS-Mitglied
- Bilderbeke, Hermann (1648–1721), Kaufmann und Ratsherr der Hansestadt Lübeck
- Bilderbeke, Hieronymus (1600–1664), Ratsherr der Hansestadt Lübeck
- Bilderdijk, Willem (1756–1831), Schriftsteller
- Bilderdijk-Schweickhardt, Katharina Wilhelmina (1776–1830), niederländische Dichterin
- Bilderling, Alexander Alexandrowitsch von (1846–1912), russischer General deutsch-baltischer Herkunft
- Bilders, Albertus Gerardus (1838–1865), niederländischer Maler, Zeichner und Druckgraphiker
- Bilders, Johannes Warnardus (1811–1890), niederländischer Landschaftsmaler
- Bilders-van Bosse, Maria Philippina (1837–1900), niederländische Malerin
- Bildhower, Dominicus, Schweizer Bildschnitzer
- Bildik, Mansur (* 1949), türkischer Saz-Spieler und Mitbegründer des Saz-Vereins Wien
- Bildner, Eli, US-amerikanischer Schauspieler
- Bildstein, Benjamin (* 1992), österreichischer Segler
- Bildstein, Emil (1931–2021), deutscher Wasserballspieler
- Bildstein, Kurt (1928–2025), deutscher Maler
- Bildstein, Sepp (1891–1970), österreichischer Skipionier
- Bildstein, Stephan (* 1751), deutscher Maler
- Bildsten, Lars (* 1964), US-amerikanischer Astrophysiker
- Bildt, Carl (* 1949), schwedischer Politiker, Mitglied des Riksdag und Ministerpräsident
- Bildt, Eva (1916–1945), deutsche Schauspielerin, Chorsängerin und Sekretärin
- Bildt, Gillis (1820–1894), schwedischer Jurist und Politiker, Mitglied des Riksdag, Ministerpräsident
- Bildt, Jan Pieters van der (1709–1791), friesischer Instrumentenbauer
- Bildt, Katja, deutsche Opernsängerin (Mezzosopran)
- Bildt, Paul (1885–1957), deutscher Schauspieler und Regisseur

#### Bile
- Bile, Abdi (* 1962), somalischer Leichtathlet (Mittelstreckenläufer)
- Bilé, Joseph († 1959), deutsch-kamerunischer Bauingenieur, Kommunist und Panafrikanist
- Bileam, biblischer ProphetBileam

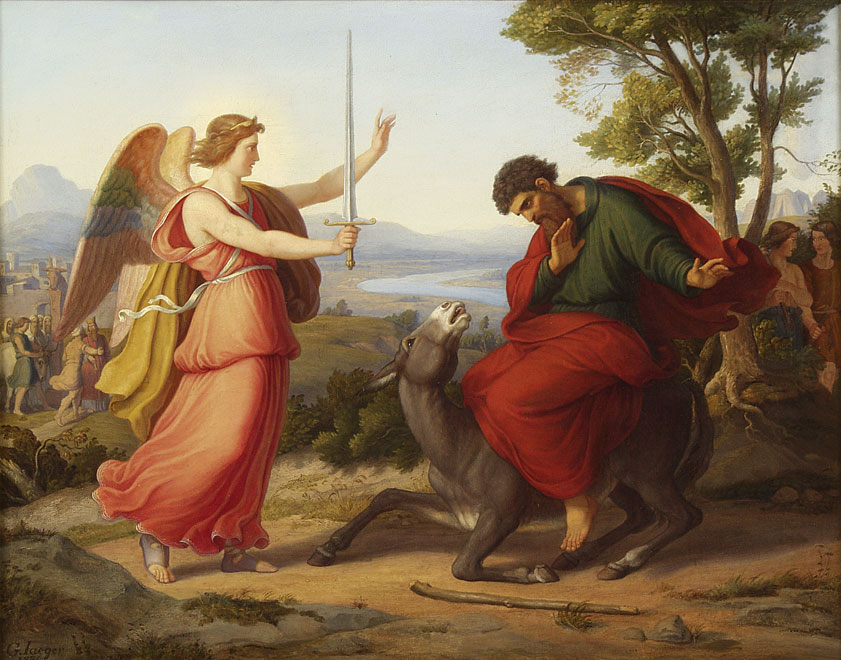
Bileam

- Bileck, Franz (1926–2021), österreichischer Gitarrist, Komponist und Kapellmeister
- Bilefeld, Christian (1617–1695), deutscher evangelisch-lutherischer Theologe, Hochschullehrer und Superintendent
- Bilefeldt, Friedrich Wilhelm (1794–1848), preußischer Verwaltungsbeamter und Landrat
- Bilek, Ahmet (1932–1970), türkischer Ringer
- Bílek, Alexander (1941–2017), tschechoslowakischer Geher
- Bilek, Anton (1903–1991), österreichischer Fußballspieler und -trainer
- Bilek, Ayhan (* 1964), türkischer Fußballspieler und -trainer
- Bílek, František (1872–1941), tschechischer Steinbildhauer und Grafiker
- Bilek, Franziska (1906–1991), deutsche Zeichnerin, Karikaturistin, Illustratorin und Schriftstellerin
- Bilek, Helmut (* 1910), deutscher Architekt der Moderne
- Bilek, István (1932–2010), ungarischer Schachspieler
- Bílek, Jaroslav (* 1971), tschechischer Radrennfahrer
- Bílek, Jiří (* 1983), tschechischer Fußballspieler
- Bilek, Karl (1932–2022), deutscher Gynäkologe
- Bílek, Luboš (* 1979), tschechischer Triathlon A-Trainer
- Bílek, Michal (* 1965), tschechischer Fußballspieler und -trainer
- Bilek, Walter (* 1911), deutscher Fußballspieler
- Bilek, Yakovos (1917–2005), deutscher Basketballtrainer
- Bileka, Wolodymyr (* 1979), ukrainischer Radrennfahrer
- Bilenchi, Romano (1909–1989), italienischer Journalist und Schriftsteller
- Bilenki, Samoil Michelewitsch (1928–2020), russischer Physiker
- Bilenkin, Dmitri Alexandrowitsch (1933–1987), sowjetischer Geochemiker und Schriftsteller
- Bilenko, Tetjana (* 1983), ukrainische Tischtennisspielerin
- Biler, Recep (* 1981), türkischer Fußballtorhüter
- Biles, John Harvard (1854–1933), britischer Schiffbauingenieur und Professor
- Biles, Martin (1919–2017), US-amerikanischer Speerwerfer
- Biles, Simone (* 1997), US-amerikanische TurnerinSimone Biles (* 1997)

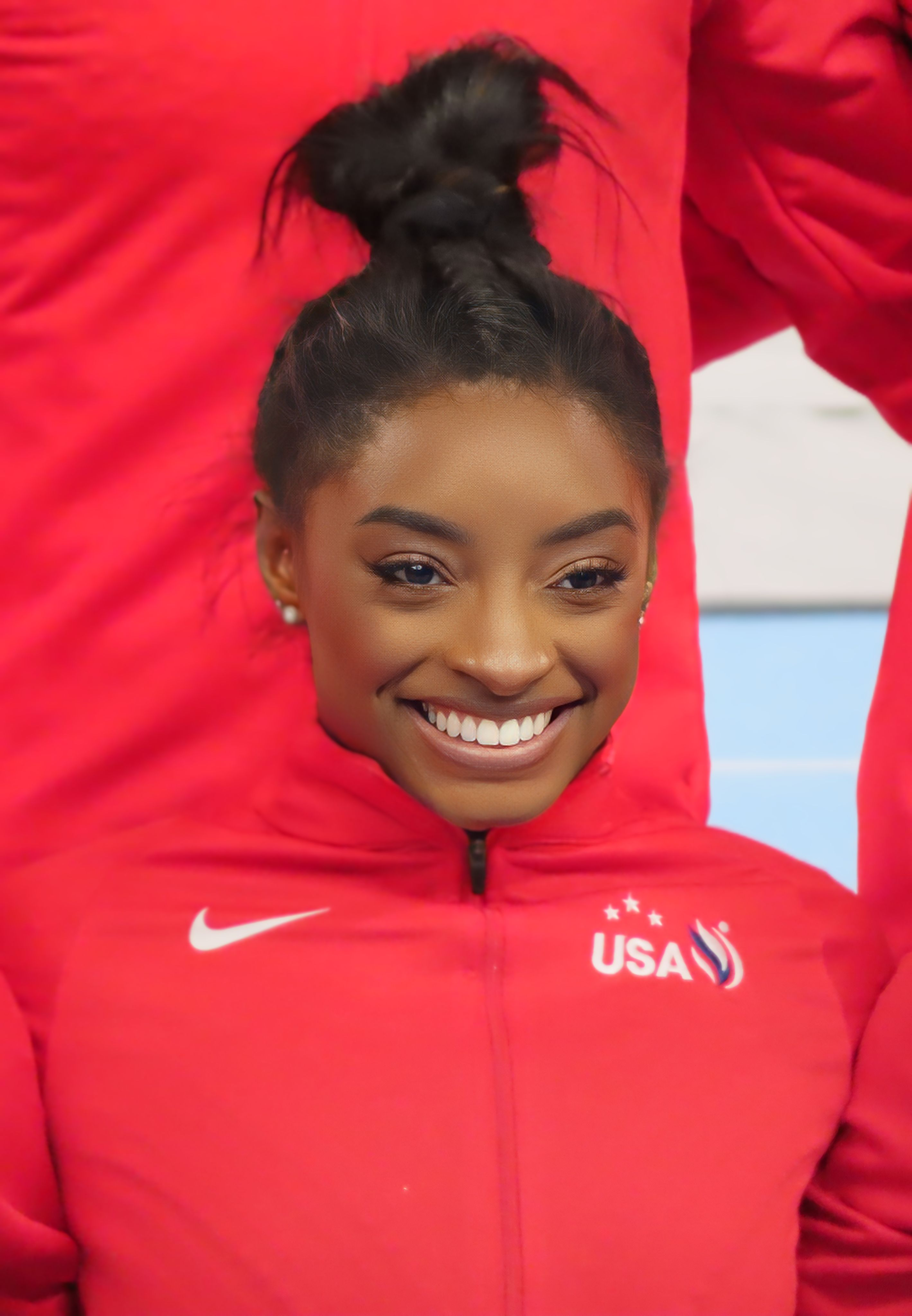
Simone Biles (* 1997)

- Biletnikoff, Fred (* 1943), US-amerikanischer American-Football-Spieler
- Biletsi Onim, Eugène (1934–1997), kongolesischer Geistlicher, römisch-katholischer Bischof von Idiofa
- Bilevičiūtė, Eglė (* 1976), litauische Juristin
- Bilezikian, Gilbert (* 1927), französisch-amerikanischer Baptistenpastor, Hochschullehrer und Autor
- Bilezka, Alla (* 2003), ukrainische Radsportlerin
- Bilezka, Marija (1864–1937), ukrainische Pädagogin, Frauenrechtlerin
- Bilezkyj, Andrij (* 1979), ukrainischer PolitikerAndrij Bilezkyj (* 1979)

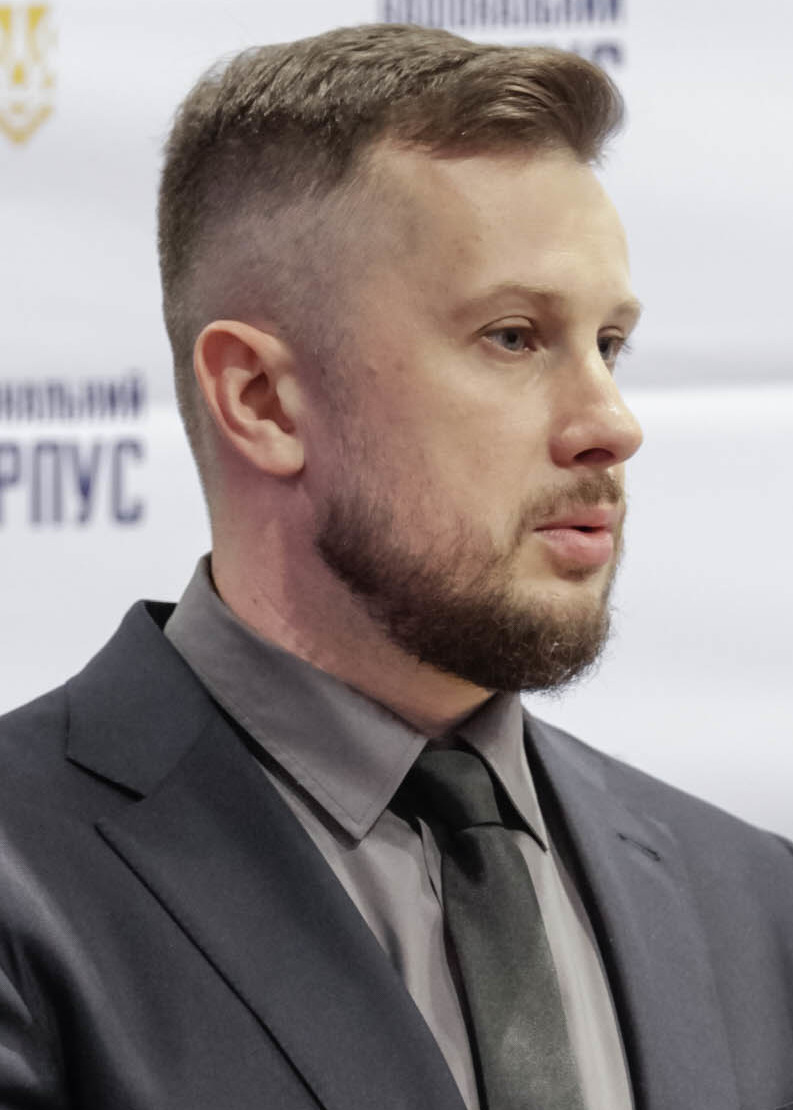
Andrij Bilezkyj (* 1979)

- Bilezkyj-Nossenko, Pawlo (1774–1856), ukrainischer Dichter, Lexikograf, Ethnograph und Pädagoge

#### Bilf
- Bilfinger, Adolf von (1846–1902), württembergischer lutherischer Geistlicher
- Bilfinger, Carl (1879–1958), deutscher Staatsrechtler
- Bilfinger, Eugen (1846–1923), deutscher Naturheilkundler, Arzt und Autor
- Bilfinger, Georg Bernhard (1693–1750), württembergischer Philosoph, Baumeister, Mathematiker und Theologe
- Bilfinger, Georg Bernhard von (1798–1872), deutscher Jurist und Verwaltungsbeamter
- Bilfinger, Gustav Adolf (1840–1914), deutscher Gymnasiallehrer, Historiker und Chronologe
- Bilfinger, Hermann von (1843–1919), württembergischer General der Infanterie und Generaladjutant von König Wilhelm II.
- Bilfinger, Paul (1858–1928), deutscher Brückenbauingenieur
- Bilfinger, Rudolf (1903–1996), deutscher Verwaltungsjurist

#### Bilg
- Bilge Khan († 734), Khagan des zweiten östlichen Reiches der Göktürken
- Bilge, Gazanfer (1924–2008), türkischer Ringer
- Bilge, Leyla (* 1981), deutsche Islamkritikerin kurdischer Herkunft und Parteimitglied der AfD
- Bilge, Muammer (* 1949), türkischer Autor türkischer Migrantenliteratur in Deutschland
- Bilgel, Emin Murat (* 1952), türkischer Admiral
- Bilgen, Anıl (* 1989), türkischer Jazzmusiker (Piano, Komposition)
- Bilgen, Bülent Kaan (* 1977), österreichisch-türkischer Fußballspieler
- Bilgen, İbrahim (1949–2010), türkischer Politiker, Elektroingenieur und politischer Aktivist
- Bilgen, Mustafa Levent (* 1966), türkischer Diplomat
- Bilger, Daniel (1713–1792), Schweizer reformierter Pfarrer und Pädagoge
- Bilger, Ferdinand (1875–1949), österreichischer Historiker
- Bilger, Ferdinand (1903–1961), österreichischer Chemiker und Maler
- Bilger, Gottlob (1876–1971), deutscher Landwirt und Politiker (CSVD)
- Bilger, Hans, deutscher Steinbildhauer und Holzschnitzer
- Bilger, Margret (1904–1971), österreichische Künstlerin
- Bilger, Maximilian (* 1996), deutscher Schauspieler
- Bilger, Steffen (* 1979), deutscher Politiker (CDU), MdBSteffen Bilger (* 1979)

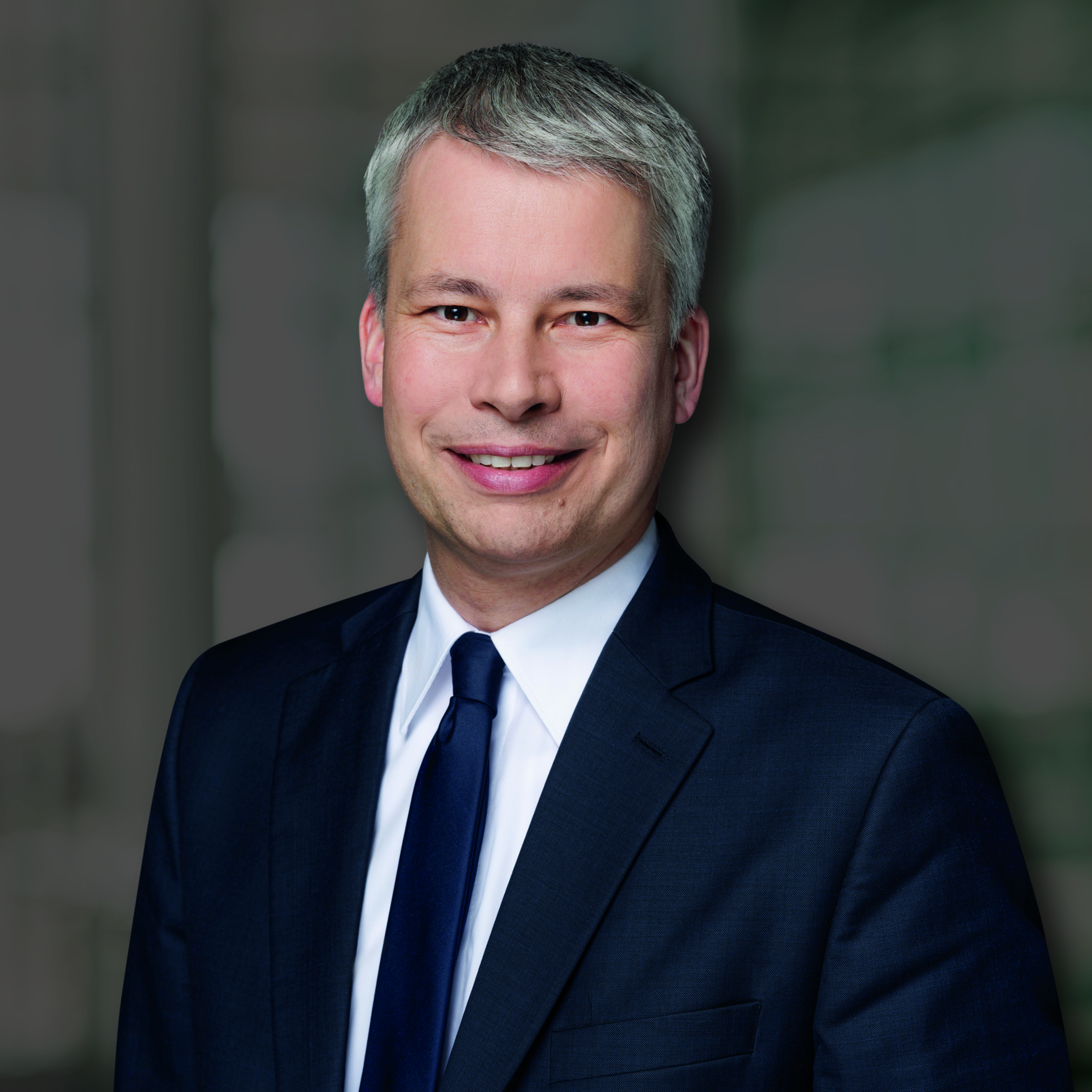
Steffen Bilger (* 1979)

- Bilger-Geigenberger, Anneliese (1914–2006), deutsche Malerin
- Bilgeri, Aurelian (1909–1973), deutscher römisch-katholischer Bischof
- Bilgeri, Beatrice (* 1960), österreichische Schauspielerin
- Bilgeri, Benedikt (1906–1993), österreichischer Historiker
- Bilgeri, Georg (1873–1934), österreichischer Offizier und Bergsteiger
- Bilgeri, Hans Georg (1898–1949), österreichischer Jurist und SS-Führer
- Bilgeri, Laura (* 1995), österreichische Schauspielerin, Model und Sängerin
- Bilgeri, Michaela (* 1982), österreichische Sprecherin, Theater- und Filmschauspielerin
- Bilgeri, Reinhold (* 1950), österreichischer Musiker, Literat, Drehbuchautor und RegisseurReinhold Bilgeri (* 1950)

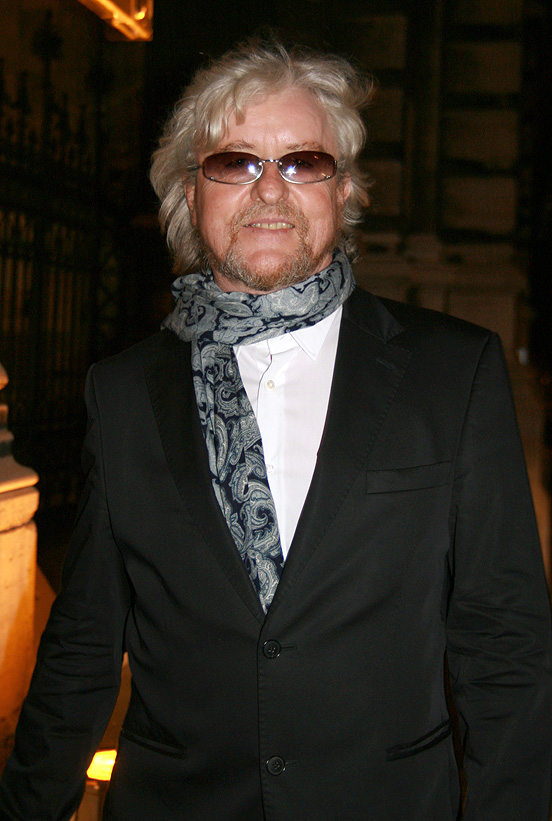
Reinhold Bilgeri (* 1950)

- Bilgeri, Sonja (* 1964), deutsche Skilangläuferin
- Bilgeri, Veronika (* 1966), deutsche Rennrodlerin
- Bilges, Hans-Erich (* 1944), deutscher Journalist und Kommunikationsberater
- Bilgi, Üstün (* 1988), türkischer Fußballspieler
- Bilgiç, Esra (* 1992), türkische Schauspielerin
- Bilgiç, Eşref (1908–1992), türkischer Fußballspieler
- Bilgiç, Hakan (* 1992), belgisch-türkischer Fußballspieler
- Bilgic, Iwannis Ephrem (1891–1984), türkischer Metropolit der Syrisch-Orthodoxen Kirche
- Bilgiç, Kutluhan (* 1981), türkischer Fußballschiedsrichter
- Bilgili, Mahmut († 1987), türkischer Rechtsanwalt
- Bilgin, Ali (* 1981), türkischer Fußballspieler
- Bilgin, Belçim (* 1983), türkische Schauspielerin
- Bilgin, Burak (* 1992), deutscher Fußballspieler
- Bilgin, Emine (* 1984), türkische Gewichtheberin
- Bilgin, Emre (* 1992), niederländisch-türkischer Fußballspieler
- Bilgin, Emre (* 2004), türkischer Fußballtorhüter
- Bilgin, Erol (* 1987), türkischer Gewichtheber
- Bilgin, Onur (* 1985), türkischer Fußballtorhüter
- Bilgin, Şakir (* 1951), türkischer Autor
- Bilgin, Yaşar (* 1950), deutsch-türkischer Politiker (CDU)
- Bilginer, Haluk (* 1954), türkischer Theater- und FilmschauspielerHaluk Bilginer (* 1954)

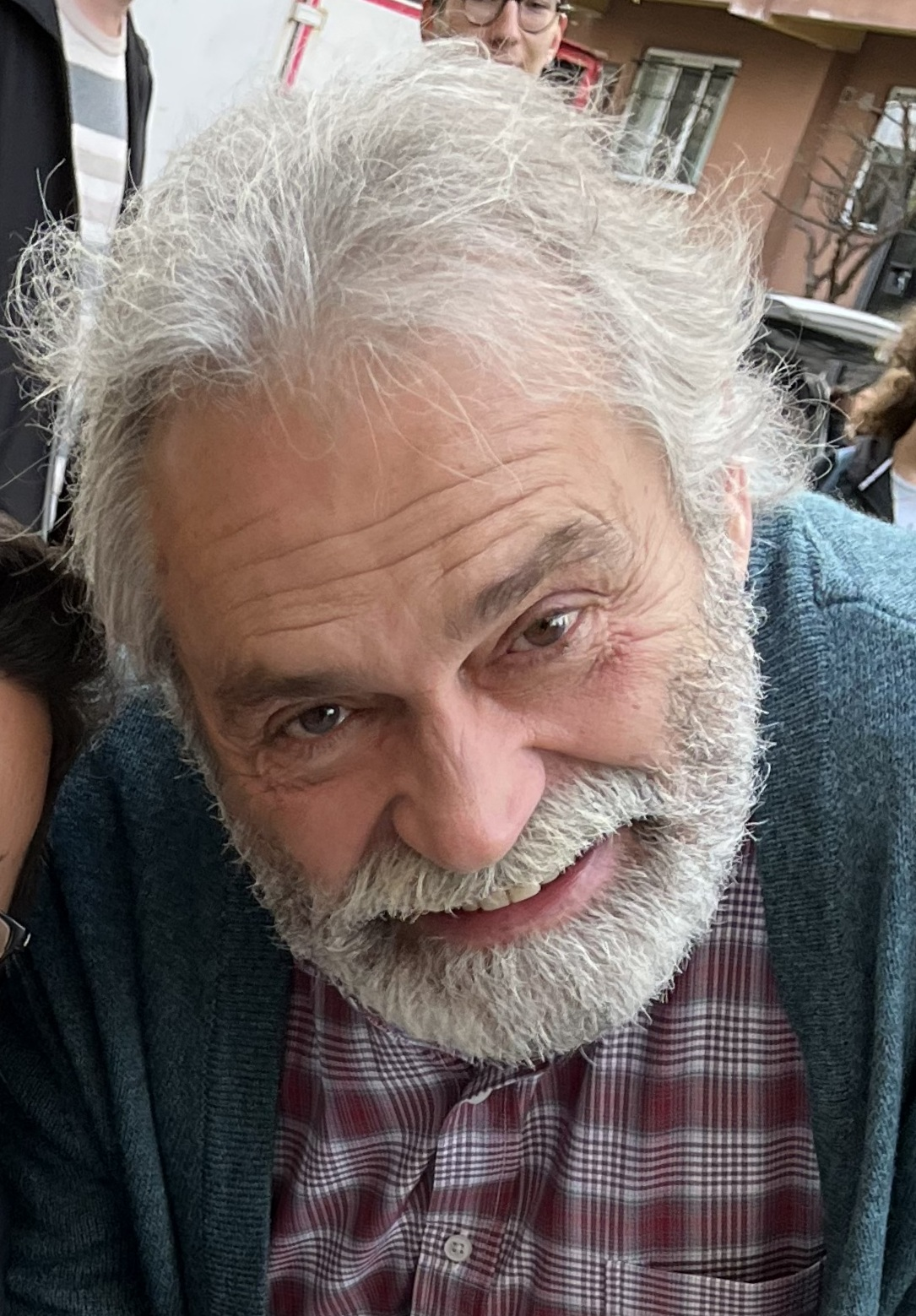
Haluk Bilginer (* 1954)

- Bilgram, Elias (1724–1803), deutscher Gürtlermeister, Mechaniker, Kunsthandwerker, Metallkünstler, Mechaniker, Instrumentenbauer und Zeichner
- Bilgram, Hedwig (* 1933), deutsche Hochschullehrerin, Organistin und Cembalistin
- Bilgri, Anselm (* 1953), deutscher Prior im Kloster Andechs, Buchautor
- Bilguer, Johann Ulrich von (1720–1796), Schweizer Militärarzt in preussischen Diensten
- Bilguer, Paul Rudolf von (1815–1840), deutscher Schachspieler

#### Bilh
- Bilham, Emma (* 1986), Schweizer Triathletin
- Bilham, Martin (* 1946), britischer Sprinter
- Bilhar, Sátiro († 1926), brasilianischer Sänger, Gitarrist und Komponist
- Bilharz, Alfons (1836–1925), deutscher Mediziner und Philosoph
- Bilharz, Michael (* 1972), deutscher Wirtschafts- und Sozialwissenschaftler
- Bilharz, Theodor (1825–1862), deutscher Mediziner und Naturwissenschaftler
- Bilheimer, Robert, US-amerikanischer Dokumentarfilmer
- Bilheran, Ariane (* 1978), französische Psychologin und Schriftstellerin
- Bilhères de Lagraulas, Jean († 1499), französischer römisch-katholischer Bischof und Kardinal
- Bilhildis von Altmünster, fränkische Adelige, Klostergründerin und ÄbtissinBilhildis von Altmünster

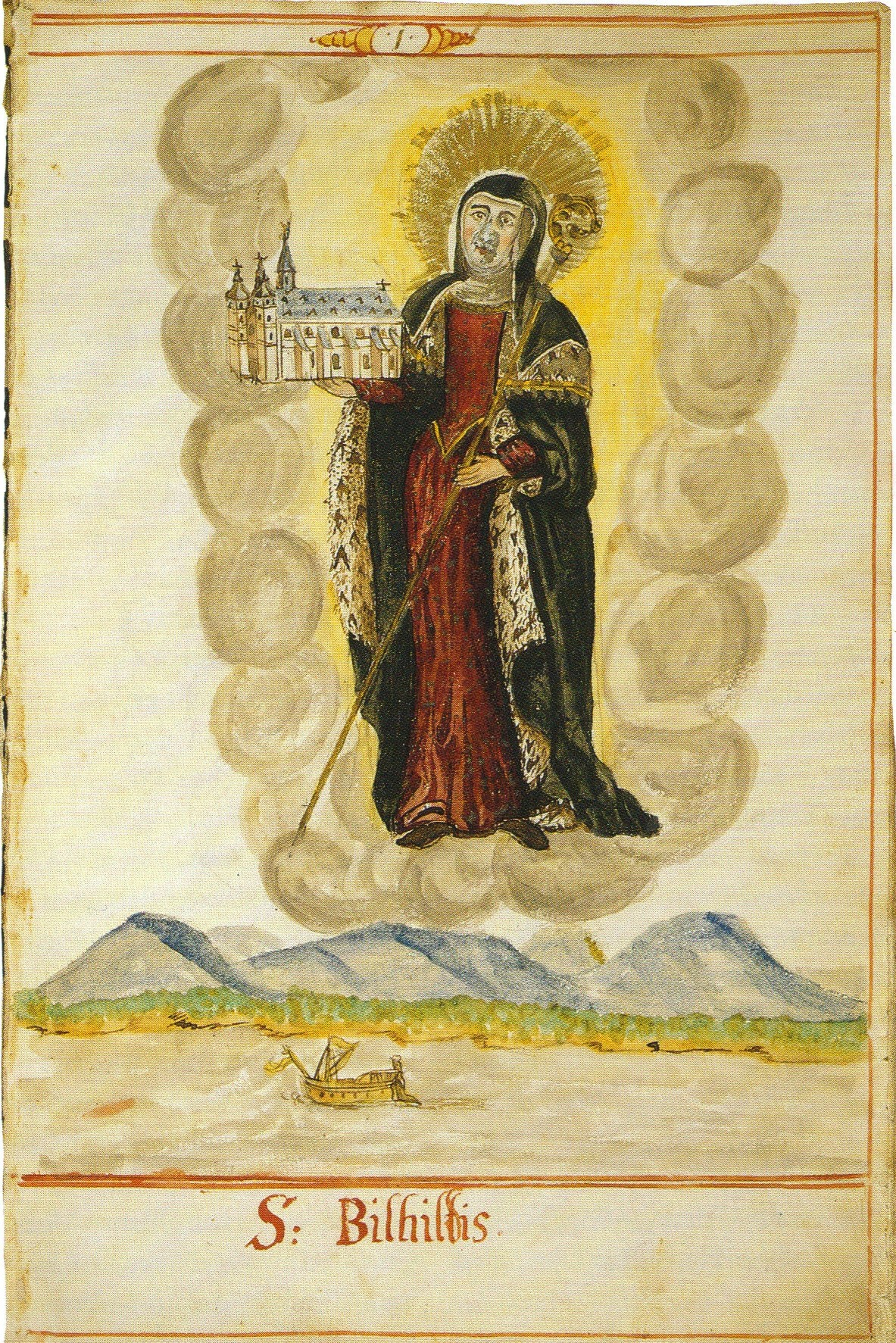
Bilhildis von Altmünster

- Bilhuber, Johann Christoph (1702–1762), deutscher evangelischer Pfarrer

#### Bili
- Bilibani, Admir (* 1979), Schweizer Fußballspieler
- Bilibin, Iwan Jakowlewitsch (1876–1942), russisch-sowjetischer Maler und Grafiker
- Bilibin, Juri Alexandrowitsch (1901–1952), sowjetischer Geologe
- Bilibin, Wiktor Wiktorowitsch (1859–1908), russischer Prosaiker, Dramatiker, Journalist
- Bilić, Ana (* 1962), österreichische Schriftstellerin, Filmemacherin, Theaterautorin und Linguistin
- Bilić, Ante (* 1983), kroatischer Boxer, Kickboxer und K1-Kämpfer
- Bilić, Bruno (* 1997), kroatischer Fußballspieler
- Bilić, Cvitko (* 1943), jugoslawischer Radrennfahrer
- Bilic, Daniel (* 2001), österreichischer Fußballspieler
- Bilic, Florian (* 1994), deutscher Politiker (CDU), Mitglied des Bundestages
- Bilić, Joško (* 1974), kroatischer Fußballspieler
- Bilić, Jure (1922–2006), jugoslawischer Politiker
- Bilić, Mate (* 1980), kroatischer Fußballspieler
- Bilic, Patrick (* 1999), österreichischer Fußballspieler
- Bilić, Slaven (* 1968), kroatischer Fußballspieler und -trainerSlaven Bilić (* 1968)

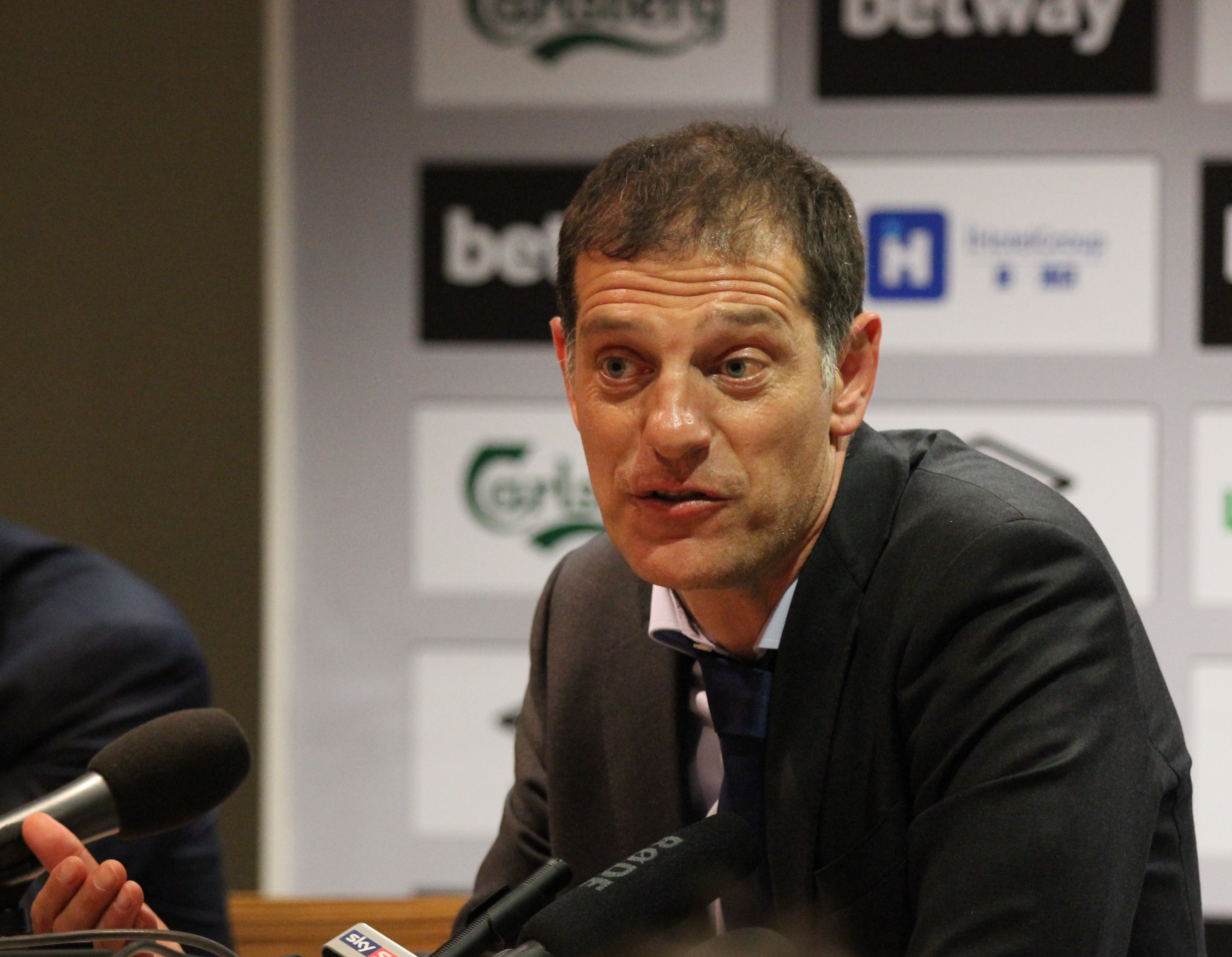
Slaven Bilić (* 1968)

- Bilić, Zvonimir (* 1971), kroatischer Handballspieler und -trainer
- Bilica, Fábio (* 1979), brasilianischer Fußballspieler
- Bilichild († 610), Gattin Theudeberts II.
- Bilichild († 675), fränkische Königin und Ehefrau von Childerich II., dem König von Austrasien
- Bilicke, Albert (1861–1915), US-amerikanischer Hoteleigentümer, Immobilienmakler, Investor und Bauunternehmer
- Bilie By Nze, Alain Claude (* 1967), gabunischer Politiker
- Biligtü Khan (1338–1378), mongolischer Khagan (zwischen 1370 und 1378)
- Bilik, Franz (1937–1983), österreichischer Musiker und Liedermacher
- Bilik, Jerry H. (* 1933), US-amerikanischer Komponist und Professor
- Bilik, Peter, österreichischer Basketballspieler
- Bilimek, Anton (1793–1839), österreichischer Zisterzienser
- Bilimek, Dominik (1813–1884), österreichischer Priester, Zoologe und Botaniker
- Bilimek-Waissolm, Hugo von (1838–1896), österreichischer Feldmarschallleutnant
- Bilimlier, Kadir (* 1997), türkischer Fußballspieler
- Bilimoria, Dinshaw (* 1904), indischer Filmschauspieler und -regisseur
- Bilimoria, Fali (1923–2001), indischer Dokumentarfilmer
- Bilimoria, Karan, Baron Bilimoria (* 1961), britischer Bierbrauer und Life Peer
- Bilin Bilin (1820–1901), Führer eines Aborigine-Volkes
- Bilinkina, Alewtina Alexandrowna (1921–1951), sowjetische Vulkanologin und Geologin
- Bilińska, Anna (1857–1893), polnische Malerin
- Bilińska, Zofia (* 1942), polnische Bildhauerin
- Bilinski, Boris Konstantinowitsch (1900–1948), russischer Kostümbildner
- Biliński, Kamil (* 1988), polnischer Fußballspieler
- Biliński, Leon (1846–1923), polnisch-österreichischer Politiker
- Biliński, Marek (* 1953), polnischer Multiinstrumentalist und Filmmusiker
- Bilinski, Stefan (* 1972), polnischer Automobilrennfahrer
- Bilinskyj, Wolodymyr (1936–2022), ukrainischer Publizist und Geschichtsforscher
- Bilio, Luigi (1826–1884), italienischer Ordensgeistlicher und Kardinal der römisch-katholischen Kirche
- Biliotti, Enzo (1887–1976), italienischer Schauspieler
- Bilir, Mahmut (* 1994), türkischer Fußballspieler
- Bilir, Tanju (* 1991), deutscher Schauspieler
- Bilirakis, Gus (* 1963), US-amerikanischer Politiker
- Bilirakis, Michael (* 1930), US-amerikanischer Politiker
- Biliškov, Marino (* 1976), kroatischer Fußballspieler
- Bilistiche, Kurtisane
- Bilitewski, Bernd (* 1946), deutscher Wirtschaftsingenieur und Hochschullehrer
- Bilitschenko, Hennadij (1972–2014), ukrainischer Offizier des Inlandsgeheimdienstes
- Biliūnas, Jonas (1879–1907), litauischer Schriftsteller und Dichter
- Bilius, Kęstutis (* 1958), litauischer Politiker
- Bilius, Ramūnas (* 1983), litauischer Badmintonspieler
- Bilius, Šarūnas (* 1987), litauischer Badmintonspieler
- Bilivert, Giovanni (1585–1644), italienischer Maler

#### Bilj
- Biljaka, Matias (* 1999), kroatischer Wasserballspieler
- Biljaletdinow, Dinijar Rinatowitsch (* 1985), russischer Fußballspieler
- Biljaletdinow, Sinetula Chaidarowitsch (* 1955), russischer Eishockeyspieler
- Biljan-Bilger, Maria (1912–1997), österreichische Bildhauerin, Keramikerin und Textilkünstlerin
- Biljaschiwskyj, Mykola (1867–1926), ukrainischer Archäologe, Anthropologe, Ethnograph und Kunsthistoriker

#### Bilk
- Bilk, Acker (1929–2014), britischer Jazzklarinettist
- Bilk, Jan (* 1958), sorbischer Musiker, Komponist, Musikverleger und -produzent
- Bilkau, Kristine (* 1974), deutsche Journalistin und SchriftstellerinKristine Bilkau (* 1974)
- Bilke, Manfred (* 1890), deutscher Jurist

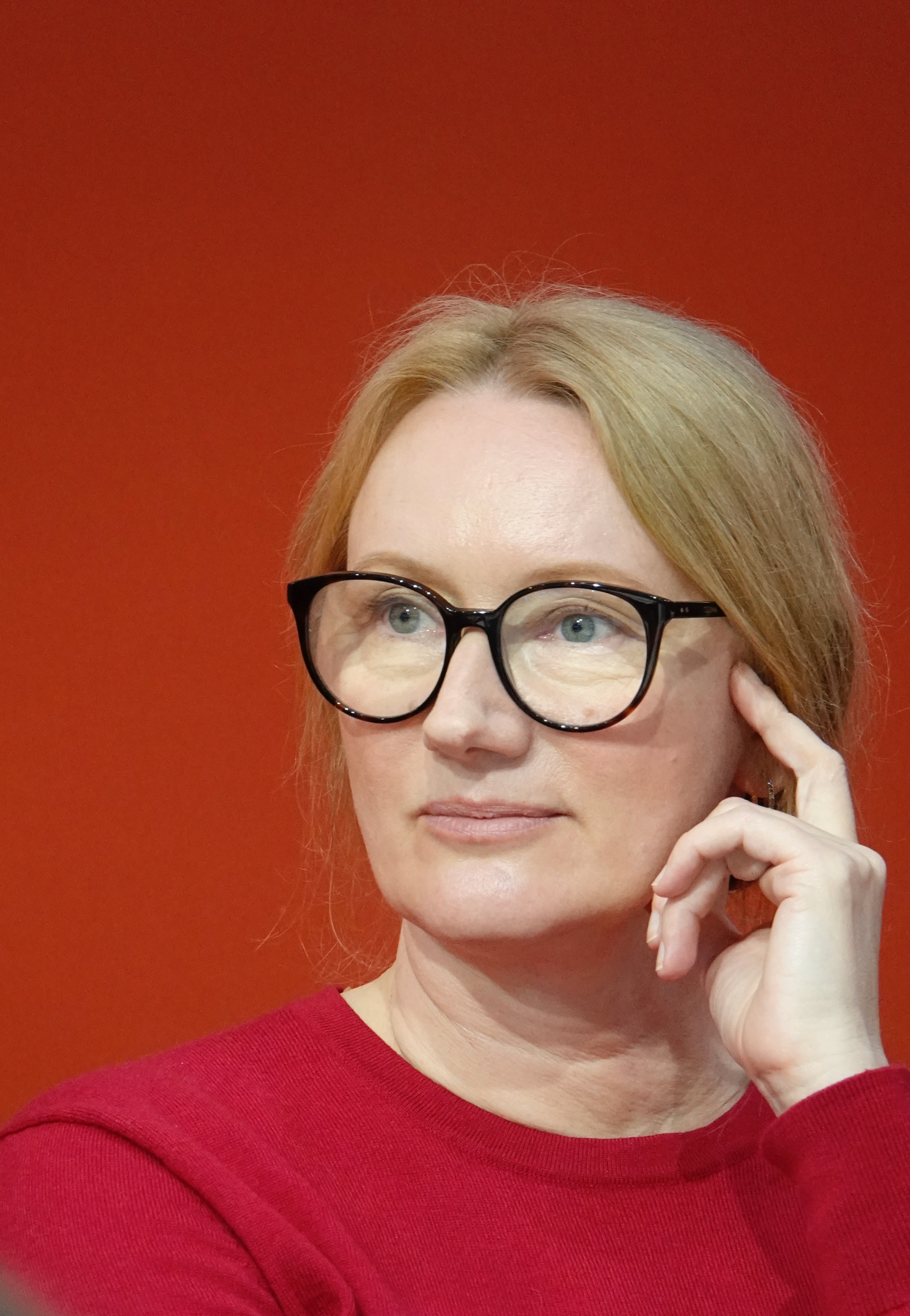
Kristine Bilkau (* 1974)

- Bilke, Nadine (* 1976), deutsche Journalistin und Programmchefin von ZDFneo
- Bilke, Paul (1928–2008), deutscher Abteilungsleiter der DDR-Staatssicherheit
- Bilkei, Gabor (1944–2015), ungarisch-schweizerischer Tierarzt, der wegen vorsätzlicher Tötung verurteilt wurde
- Bilkenroth, Georg (1898–1982), deutscher Bergingenieur
- Bilkenroth, Klaus-Dieter (1933–2019), deutscher Bergingenieur, Honorarprofessor und Bergbaumanager
- Bilko, Franz (1894–1968), österreichischer Maler und Grafiker
- Bilkovsky, Josef (1871–1940), österreichischer Politiker (SDAP), Landtagsabgeordneter
- Bilkštytė, Rūta (* 1961), litauische Politikerin

#### Bill
- Bill Liu (* 1983), chinesischer Unternehmer
- Bill, Adolf (* 1941), deutscher Politiker (CDU), MdL
- Bill, Antonia (* 1988), deutsche Schauspielerin und Chansonsängerin
- Bill, Arthur (1916–2011), Schweizer Pädagoge und Organisator internationaler humanitärer Hilfe
- Bill, Binia (1904–1988), Schweizer Fotografin und Musikerin
- Bill, Clarence Powers (1875–1966), US-amerikanischer Klassischer Philologe
- Bill, Gisela (* 1949), deutsche Politikerin (Grüne), MdL
- Bill, Jakob (* 1942), Schweizer Maler und Archäologe
- Bill, Joseph (1862–1918), deutscher Jurist, Politiker (Zentrum), MdL
- Bill, Karlheinz H. (* 1954), deutscher Maschinenbauingenieur
- Bill, Leo (* 1980), englischer Schauspieler
- Bill, Maria (* 1948), Schweizer Schauspielerin und Sängerin
- Bill, Martin (* 1982), deutscher Politiker (GRÜNE), MdHB
- Bill, Max (1908–1994), Schweizer Architekt, Künstler und DesignerMax Bill (1908–1994)

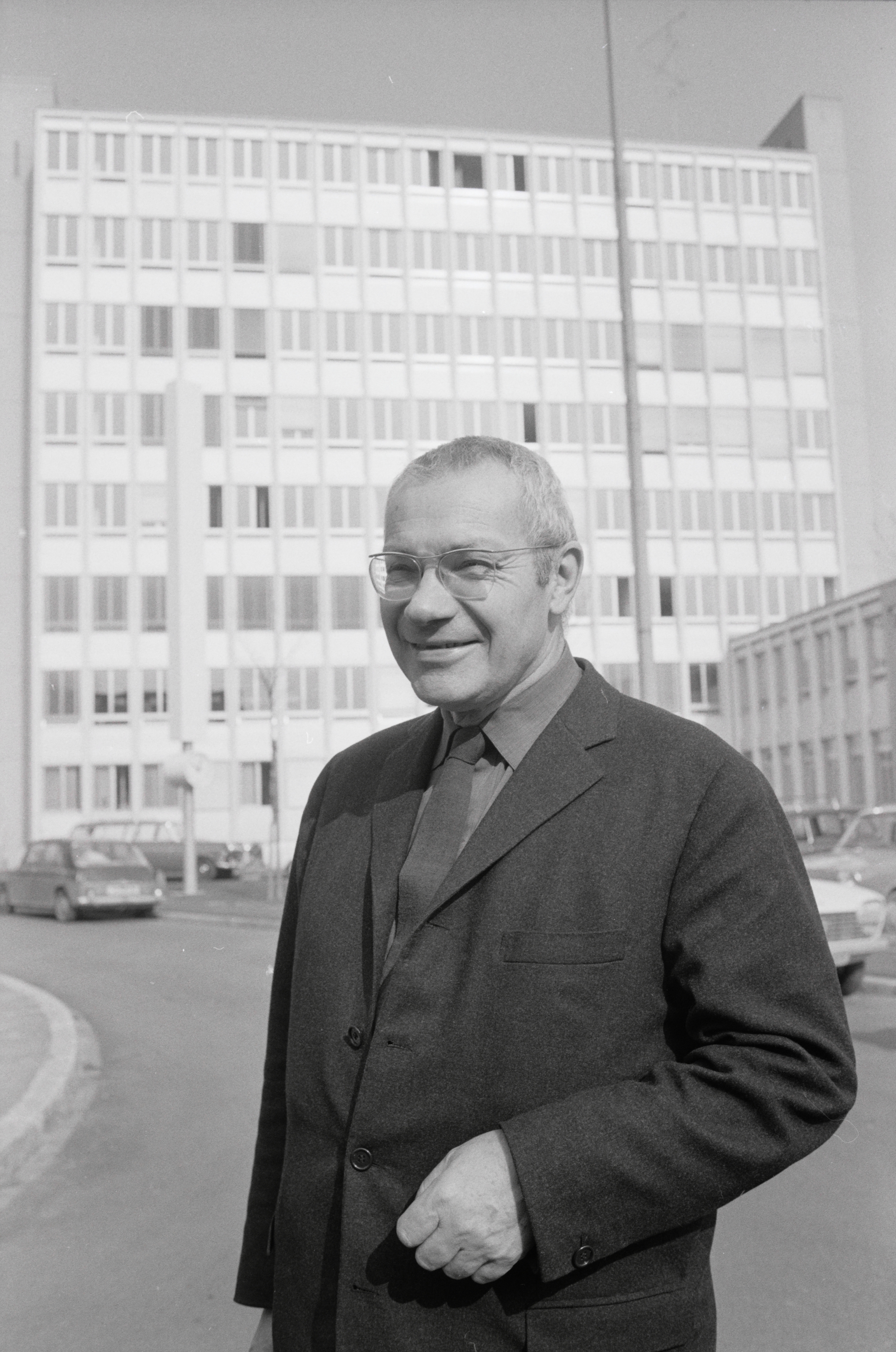
Max Bill (1908–1994)

- Bill, Mikail (* 1991), schwedischer E-Sportler
- Bill, Mr. (* 1988), australischer DJ und Electro-Musiker, dessen Musik besonders den Genres IDM und Glitch zugeordnet werden kann
- Bill, Ralf (* 1955), deutscher Vermessungsingenieur und Geoinformatiker
- Bill, Teddy (1900–1949), österreichischer Schauspieler
- Bill, Tony (* 1940), US-amerikanischer Regisseur und Schauspieler

##### Billa
- Billa, Nicole (* 1996), österreichische Fußballnationalspielerin
- Billa, Salvatore (1943–2006), italienischer Stuntman und Schauspieler
- Billah, Al-Muhtadee (* 1974), bruneiischer Poolbillardspieler, Kronprinz von BruneiAl-Muhtadee Billah (* 1974)

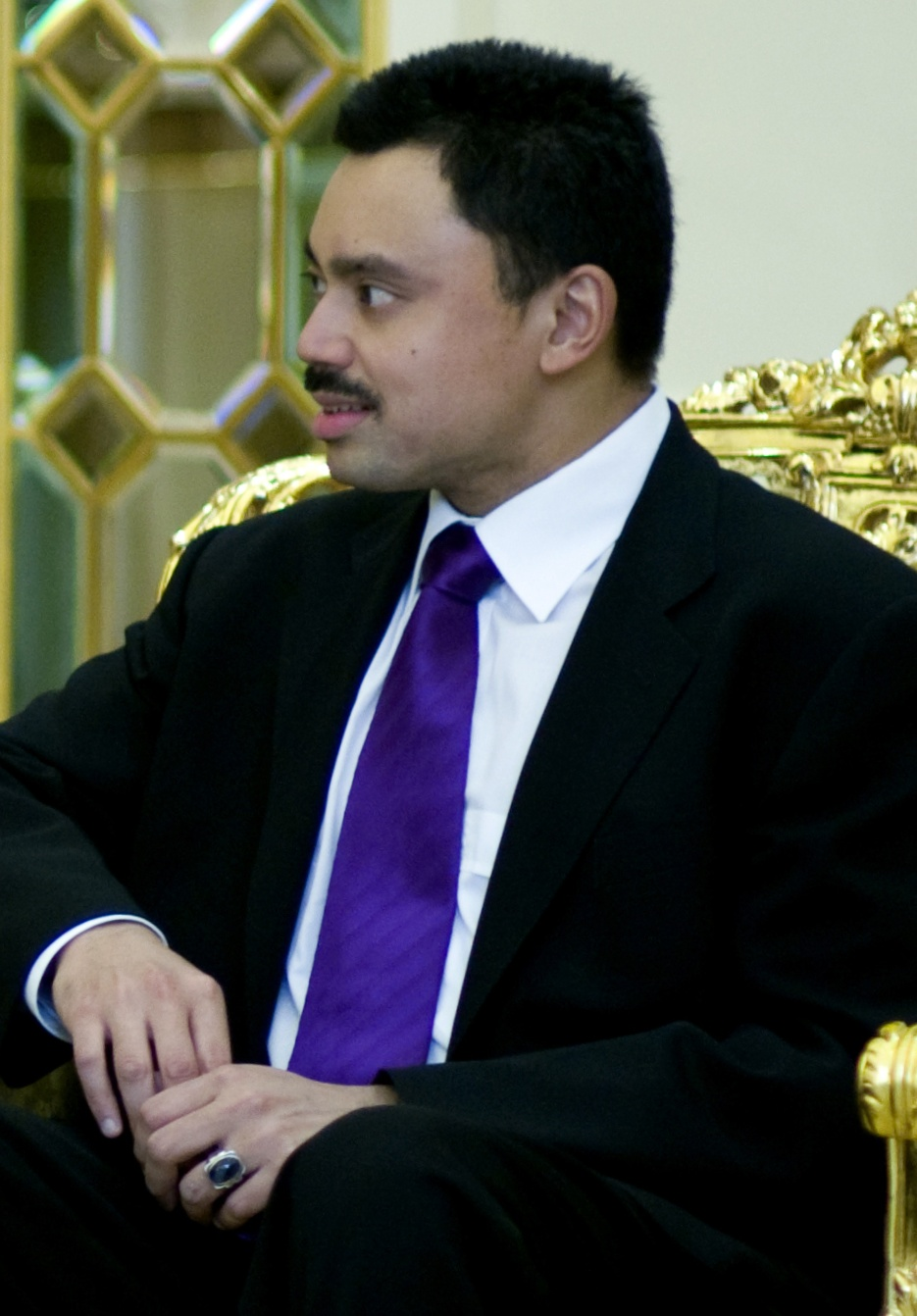
Al-Muhtadee Billah (* 1974)

- Billain, bosnischer Drum-and-Bass-Produzent und Sound Designer
- Billand, Klaus (* 1952), deutscher Opernkritiker und Wirtschaftswissenschaftler
- Billanovich, Giuseppe (1913–2000), italienischer Romanist, Italianist, Latinist und Mediävist
- Billard, Alain (1944–2007), französisch-ägyptischer Opernsänger (Tenor) und Gesangspädagoge
- Billard, Bertrand (* 1987), französischer Duathlet und Triathlet
- Billard, Émile (1852–1930), französischer Segler
- Billard, Martine (* 1952), französische Politikerin, Mitglied der Nationalversammlung
- Billard, Paul-Félix Arsène (1829–1901), französischer römisch-katholischer Geistlicher, Bischof von Carcassonne
- Billardon de Sauvigny, Louis-Édme († 1812), französischer Theaterautor, Schriftsteller und Journalist
- Billaud, Cindy (* 1986), französische Leichtathletin
- Billaud, Pierre (1970–2001), französischer Journalist, Kriegsberichterstatter
- Billaud-Varenne, Jacques Nicolas (1756–1819), französischer Revolutionär, Haupturheber der Septembermorde 1792Jacques Nicolas Billaud-Varenne (1756–1819)

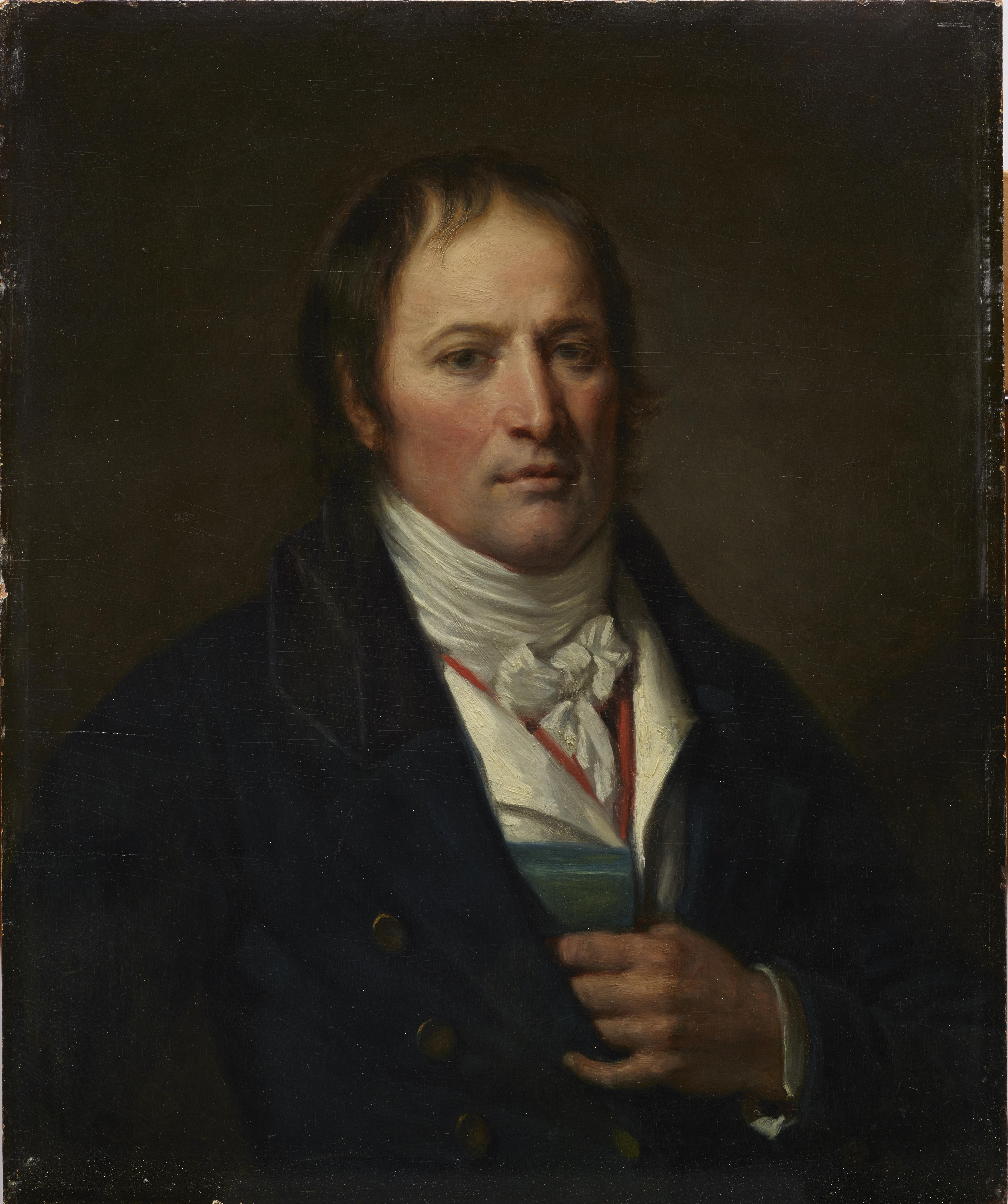
Jacques Nicolas Billaud-Varenne (1756–1819)

- Billaudelle, Diana (1974–2016), deutsche Illustratorin und Grafikerin
- Billault, Adolphe (1805–1863), französischer Rechtsanwalt und Staatsmann

##### Billb
- Billberg, Gustaf Johan (1772–1844), schwedischer Zoologe, Botaniker und Anatom
- Billberg, Rolf (1930–1966), schwedischer Jazz-Saxophonist (Tenor, Alt)
- Billborn, Stefan (* 1972), schwedischer Fußballtrainer

##### Bille
- Bille Larsen, Martin (* 1985), dänischer Badmintonspieler
- Bille, Anne Mette (* 1968), dänische Badmintonspielerin
- Bille, Beate (* 1976), dänische Schauspielerin
- Bille, Carl (1815–1898), dänischer Marinemaler
- Bille, Christian Høyer (1799–1853), dänischer Diplomat
- Bille, Edmond (1878–1959), Schweizer Künstler
- Bille, Ejler (1910–2004), dänischer Bildhauer und Maler und Mitglied der Künstlervereinigung CoBrA
- Bille, Eske († 1552), norwegischer Reichsrat
- Bille, Gaëtan (* 1988), belgischer Straßenradrennfahrer
- Bille, Joen (* 1944), dänischer Schauspieler
- Bille, Josef F. (1944–2023), deutscher Physiker
- Bille, Kristina (* 1986), dänische Handballspielerin
- Billé, Louis-Marie (1938–2002), französischer Geistlicher, Erzbischof von Lyon und Kardinal der römisch-katholischen Kirche
- Bille, Manfred (1937–2010), deutscher Politiker (SED), Oberbürgermeister von Potsdam (1989–1990)
- Bille, Max Curt (1884–1961), deutscher Marionettenspieler
- Bille, Michael (1769–1845), dänisch-norwegischer und preußischer Marineoffizier
- Bille, S. Corinna (1912–1979), Schweizer Schriftstellerin
- Bille, Steen Andersen (1797–1883), dänischer Seeoffizier und Marineminister
- Bille, Svend (1888–1973), dänischer Schauspieler
- Bille, Thomas (* 1961), deutscher Journalist
- Bille, Torben (1945–1993), dänischer Filmschaffender und Schauspieler
- Bille, Vilhelm (1864–1908), dänischer Marinemaler
- Bille, Willy (1889–1944), dänischer Marinemaler
- Billeb, Thomas († 1687), gräflich-schwarzburgischer Amtmann
- Billeb, Volkmar (* 1939), deutscher Fotograf
- Billek, Florian (* 1988), deutscher Handballspieler
- Billen, Adolf (1911–1979), deutscher Gutsherr und Politiker (CDU), MdL Rheinland-Pfalz
- Billen, Gerd (* 1955), deutscher Ernährungswissenschaftler und Verbraucherschützer
- Billen, Matthias (1910–1989), deutscher Fußballspieler
- Billen, Michael (1955–2022), deutscher Politiker (CDU), MdL
- Biller, Alexander (* 1967), deutscher Basketballtrainer
- Biller, Clara (1831–1900), deutsche Porträt- und Genremalerin, Journalistin und Schriftstellerin
- Biller, Georg Christoph (1955–2022), deutscher Chorleiter und Thomaskantor zu LeipzigGeorg Christoph Biller (1955–2022)

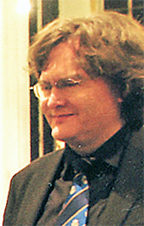
Georg Christoph Biller (1955–2022)

- Biller, Gerhard, deutscher Basketballspieler
- Biller, Gottfried (* 1951), deutscher Organist, Organisator, Chorleiter und Kirchenmusikdirektor in Quedlinburg
- Biller, Hans (1898–1980), deutscher Unternehmer
- Biller, John (1877–1934), US-amerikanischer Leichtathlet
- Biller, Karlheinz (* 1941), deutscher Pädagoge
- Biller, Maria († 2012), deutsch-ungarische Basketballspielerin
- Biller, Maxim (* 1960), deutscher Schriftsteller
- Biller, Rada († 2019), russisch-deutsche Wirtschaftsgeographin und Schriftstellerin
- Biller, Ruth (* 1959), deutsche Malerin
- Biller, Stefanie (* 1985), deutsche Schwimmerin
- Biller, Thomas (* 1948), deutscher Bauhistoriker
- Billera, Louis (* 1943), US-amerikanischer Mathematiker
- Billerbeck, August (1778–1844), deutscher Pädagoge und Schulleiter
- Billerbeck, Bettina (* 1972), deutsche Chefredakteurin
- Billerbeck, Carl Gottfried von (1721–1761), preußischer Major
- Billerbeck, Christoph von (1714–1790), preußischer Oberst
- Billerbeck, Constantin von (1673–1744), preußischer Oberst
- Billerbeck, Delff (1793–1877), deutscher Politiker, MdHB
- Billerbeck, Frieder (* 1993), deutscher Segler
- Billerbeck, Hasso (1940–2011), deutscher Schauspieler und Synchronsprecher
- Billerbeck, Heinrich Wilhelm von (1707–1775), preußischer Oberst und Chef des Husarenregiments „von Dieury“
- Billerbeck, Helmut, deutscher Rugbyspieler
- Billerbeck, Hermann (1656–1706), deutscher lutherischer Theologe
- Billerbeck, Johann Christoph von (1703–1777), preußischer Generalleutnant
- Billerbeck, Konstantin von (1713–1785), preußischer Generalleutnant
- Billerbeck, Liane von (* 1957), deutsche Journalistin, Autorin, Hörfunk- und Fernsehmoderatorin
- Billerbeck, Margarethe (* 1945), Schweizer Klassische Philologin
- Billerbeck, Max (* 1986), deutscher Segelsportler
- Billerbeck, Paul (1853–1932), deutscher evangelischer Pfarrer und Wissenschaftler
- Billerbeck, Robert (1920–1993), deutscher Filmkaufmann
- Billerbeck, Uwe (* 1970), deutscher Turner, Olympiateilnehmer
- Billerey, Raoul (1920–2010), französischer Stuntman und Schauspieler
- Billes, Stefan (1909–2002), österreichischer Politiker (SPÖ), Landesrat im Burgenland
- Billesbølle, Svend (1923–2013), dänischer Autor, Widerstandskämpfer und Weltumsegler
- Billet, Félix (1808–1882), französischer Physiker
- Billet, Guillaume (* 1982), französischer Wirbeltierpaläontologe
- Billet, Joseph Anton (1759–1834), Kaufmann in Offenburg und Bauherr der Villa Billet
- Billetdoux, François (1927–1991), französischer Dramatiker
- Billeter, Bernhard (* 1936), Schweizer Organist, Pianist und Musikwissenschaftler
- Billeter, Eduard (1808–1865), Schweizer Schulrat und Politiker
- Billeter, Erika (1927–2011), deutsche Kunsthistorikerin, Kuratorin und Museumsdirektorin
- Billeter, Ernst Peter (1919–2002), Schweizer Mathematiker und Informatiker
- Billeter, Felix (* 1962), deutscher Kunsthistoriker
- Billeter, Fritz (* 1929), Schweizer Germanist, Literatur- und Kunstkritiker
- Billeter, Gustav (1873–1929), schweizerischer klassischer Philologe und Gymnasiallehrer
- Billeter, Jann (* 1972), Schweizer ModeratorJann Billeter (* 1972)

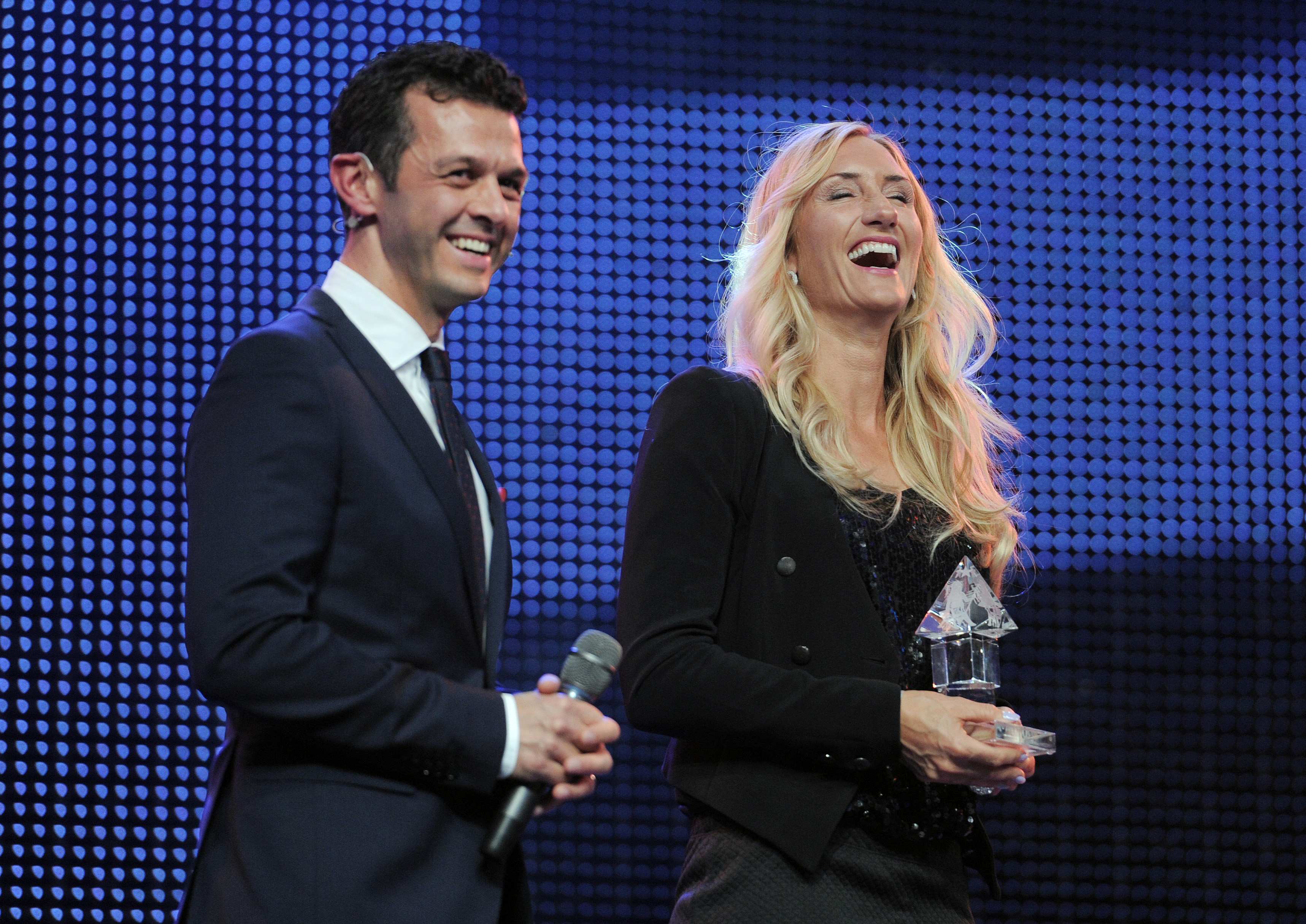
Jann Billeter (* 1972)

- Billeter, Jean François (* 1939), Schweizer Sinologe
- Billeter, Julius (1869–1957), schweizerischer Genealoge
- Billeter, Otto (1851–1927), Schweizer Chemiker
- Billeter, Robert (1857–1917), Schweizer Politiker (FDP)
- Billewicz, Leon (1870–1940), polnischer Brigadegeneral

##### Billg
- Billgren, Ola (1940–2001), schwedischer Künstler und Kunsttheoretiker

##### Billh
- Billhardt, Adrian (* 1997), deutscher Fußballspieler
- Billhardt, Thomas (1937–2025), deutscher Fotograf und Publizist

##### Billi
- Billi, Blesien († 1628), Opfer der Hexenprozesse in Menden
- Billi, Mimo (1910–1974), italienischer Schauspieler
- Billi, Riccardo (1906–1982), italienischer Schauspieler
- Billian, Albert (1876–1954), deutscher Politiker (SPD), MdR
- Billian, Hans (1918–2007), deutscher Schauspieler, Drehbuchautor, Filmregisseur und -produzent
- Billian, Patrick (* 1972), deutscher Radrennfahrer
- Billiart, Julie (1751–1816), französische Ordensgründerin der Schwestern Unserer Lieben Frau (1804) und Heilige
- Billib, Herbert (1904–2001), deutscher Wasserbau-Ingenieur und Hochschullehrer für Wasserwirtschaft
- Billibellary († 1846), Führer und Liedermacher der Aborigines
- Billicanus, Theobald († 1554), deutscher Theologe, Jurist und Reformator
- Billich, Anton Günther (1599–1640), deutscher Arzt und chemiatrischer Fachschriftsteller
- Billich, Carl (1816–1877), württembergischer Oberamtmann
- Billich, Carl (1911–1989), österreichisch-isländischer Musiker (Klavier, Gesang) und Musikdirektor
- Billich, Christian (* 1987), deutscher Eishockeyspieler
- Billick, Brian (* 1954), US-amerikanischer American-Football-Spieler und -Trainer
- Billick, Eberhard (1499–1557), Theologe und designierter Weihbischof in Köln
- Billick, Lukas (* 1988), deutscher Fußballspieler
- Billière, Peter de la (* 1934), britischer General
- Billiet, Albert (1907–1977), belgischer Radrennfahrer
- Billiet, Alexis (1783–1873), französischer Geistlicher, Erzbischof von Chambéry und Kardinal
- Billiet, Lydia (1937–2003), belgische Schauspielerin
- Billiet, Sandrine (* 1990), belgisch-kap-verdische Judoka
- Billig, Daniela (* 1970), deutsche Politikerin (Bündnis 90/Die Grünen)
- Billig, Gerhard (1927–2019), deutscher prähistorischer Archäologe und Mediävist
- Billig, Günter (1924–1977), deutscher Gebrauchsgrafiker
- Billig, Harry (* 1914), deutscher Maler und Grafiker
- Billig, Kurt (1899–1987), deutscher Chemiker und Hochschullehrer
- Billig, Susanne (* 1961), deutsche Roman- und Drehbuchautorin sowie Wissenschaftsjournalistin
- Billig, Vinzenz (1777–1832), österreichischer apostolischer Feldvikar
- Billigheimer, Samuel (1889–1983), deutsch-australischer Lehrer
- Billii, Marlen (* 1980), österreichische Sängerin, Songwriterin, Produzentin, Verlegerin, Label-Inhaberin und Designerin
- Billik, Paul (1891–1926), deutscher Offizier der Luftstreitkräfte (Deutsches Kaiserreich)
- Billing († 967), Graf
- Billing, Albert (1858–1910), Schweizer Schriftsteller und Ingenieur
- Billing, Allan (1901–1978), schwedischer Fußballspieler und -trainer
- Billing, Einar (1871–1939), schwedischer Theologe, Universitätsprofessor und Bischof
- Billing, Gottfrid (1841–1925), schwedischer lutherischer Bischof, Theologe und Reichstagsabgeordneter
- Billing, Heinz (1914–2017), deutscher Physiker, Pionier im Bau von Computeranlagen und DatenspeichernHeinz Billing (1914–2017)

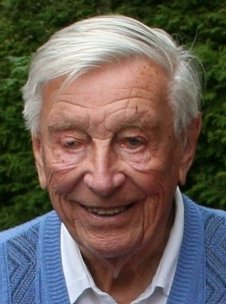
Heinz Billing (1914–2017)

- Billing, Hermann (1867–1946), deutscher Architekt, Designer und Hochschullehrer
- Billing, Johanna (* 1973), schwedische Konzeptkünstlerin
- Billing, Philip (* 1996), dänischer Fußballspieler
- Billinge, Roy (1937–1994), britischer Physiker
- Billinger, Manfred (1953–2001), deutscher Künstler
- Billinger, Richard (1890–1965), österreichischer SchriftstellerRichard Billinger (1890–1965)

Richard Billinger (1890–1965)

- Billinger, Stephan (1897–1966), deutscher Politiker der Bayernpartei
- Billingham, Angela, Baroness Billingham (* 1939), britische Politikerin (Labour), MdEP
- Billingham, Mark (* 1961), britischer Kriminalautor
- Billingham, Richard, englischer Philosoph und Logiker
- Billingham, Richard (* 1970), britischer Fotograf
- Billingham, Robert (1957–2014), US-amerikanischer Segler
- Billinghurst, Charles (1818–1865), US-amerikanischer Politiker
- Billinghurst, Guillermo (1851–1915), peruanischer Politiker, Präsident von Peru (1912–1915)
- Billinghurst, Rosa May (1875–1953), britische Suffragette
- Billings, Andrew (* 1995), US-amerikanischer American-Football-Spieler
- Billings, Charles (1866–1928), US-amerikanischer Sportschütze
- Billings, Elkanah (1820–1876), kanadischer Paläontologe
- Billings, Frank (1904–1957), US-amerikanischer Jazzmusiker
- Billings, Franklin S. (1862–1935), US-amerikanischer Politiker und Gouverneur des Bundesstaates Vermont (1925–1927)
- Billings, Frederick Horatio (1869–1964), US-amerikanischer Botaniker, Bakteriologe sowie Hochschullehrer
- Billings, Gary, kanadischer Amateurastronom und Asteroidenentdecker
- Billings, Henry (1901–1985), US-amerikanischer Maler, Illustrator, Wandmaler und Kunstpädagoge
- Billings, John Shaw (1838–1913), US-amerikanischer Chirurg und Bibliothekar
- Billings, Joseph († 1806), englischer Seefahrer und Hydrograph
- Billings, Josh (1818–1885), US-amerikanischer Autor
- Billings, Joshua (* 1985), US-amerikanischer Klassischer Philologe, Germanist und Komparatist
- Billings, Leopoldo (1932–2010), venezolanischer Komponist, Dirigent und Musikpädagoge
- Billings, Marland Pratt (1902–1996), US-amerikanischer Geologe
- Billings, Noyes (1800–1865), US-amerikanischer Politiker
- Billings, Sam (* 1991), englischer Cricketspieler
- Billings, Sigmund (1732–1796), deutscher Gymnasiallehrer, Historiker, Chronist der Stadt Colmar und evangelischer Geistlicher
- Billings, William (1746–1800), US-amerikanischer Komponist
- Billingslea, Charles (1914–1989), US-amerikanischer Offizier, Generalmajor der US-Army
- Billingslea, Sandra, US-amerikanische Musikerin (Geige, Bratsche)
- Billingsley, Barbara (1915–2010), US-amerikanische Schauspielerin
- Billingsley, Henry († 1606), englischer Kaufmann, Bürgermeister und Mathematikhistoriker
- Billingsley, John (* 1960), US-amerikanischer SchauspielerJohn Billingsley (* 1960)

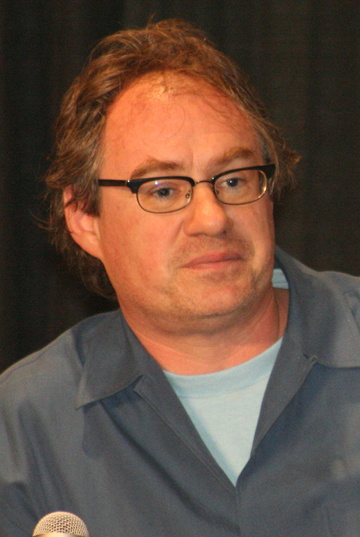
John Billingsley (* 1960)

- Billingsley, JoJo (1952–2010), US-amerikanische Sängerin
- Billingsley, Patrick (1925–2011), US-amerikanischer Schauspieler und Mathematiker
- Billingsley, Peter (* 1971), US-amerikanischer Schauspieler, Filmproduzent und Filmregisseur
- Billington, Bradley, englischer Tischtennisspieler
- Billington, Craig (* 1966), kanadischer Eishockeytorwart und -funktionär
- Billington, Elizabeth (1765–1818), britische Opernsängerin (Sopran)
- Billington, Francelia (1895–1934), US-amerikanische Schauspielerin und Kamerafrau
- Billington, Geoff (* 1955), britischer Springreiter
- Billington, Hugh (1916–1988), englischer Fußballspieler
- Billington, James Hadley (1929–2018), US-amerikanischer Historiker und Bibliothekar, Leiter der Library of Congress
- Billington, Jason, australischer VFX Supervisor
- Billington, John († 1630), Unterzeichner des Mayflower-Vertrages
- Billington, Michael (* 1939), britischer Autor und Kunstkritiker
- Billington, Michael (1941–2005), britischer Schauspieler
- Billington, Rachel (* 1942), britische Schriftstellerin und Präsidentin des englischen P.E.N.
- Billington, Ray (1930–2012), britischer Philosoph
- Billington, Stephen (* 1969), britischer Schauspieler
- Billington, Teddy (1882–1966), US-amerikanischer Radrennfahrer
- Billington-Greig, Teresa (1877–1964), britische Frauenrechtlerin und Frauenwahlrechtsaktivistin
- Billini, Francesco Gregorio (1844–1898), Präsident der Dominikanischen Republik
- Billins, Chad (* 1989), US-amerikanischer Eishockeyspieler
- Billion, Oskar (1913–1944), Kraftfahrer und NS-Opfer
- Billirakis, Steve (* 1986), US-amerikanischer Pokerspieler
- Billisich, Eva (* 1963), österreichische Kabarettistin und SchauspielerinEva Billisich (* 1963)

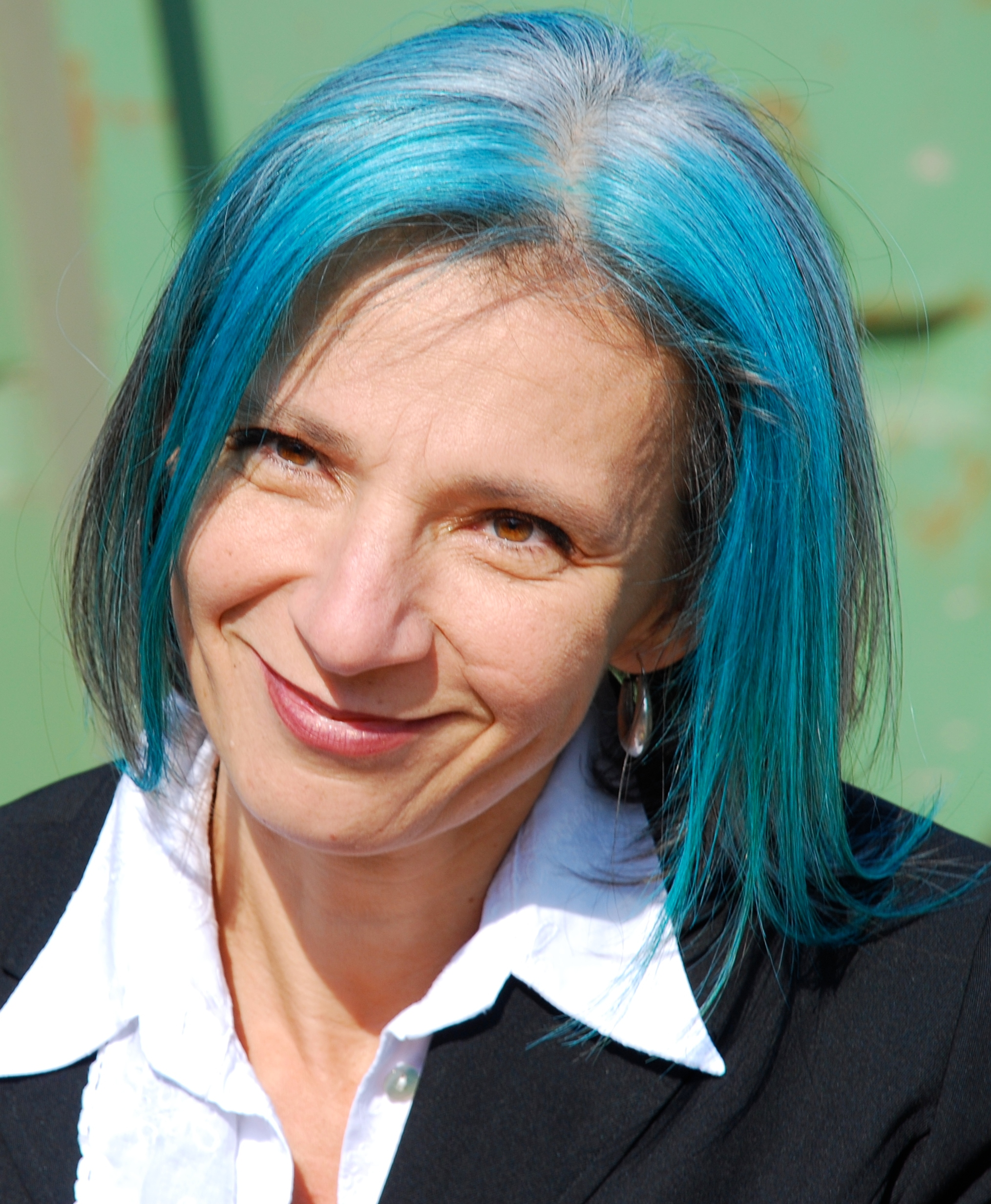
Eva Billisich (* 1963)

- Billiter, Jean (1877–1965), französisch-österreichischer Chemiker
- Billitis, Maike (* 1980), deutsche Schauspielerin

##### Billk
- Billker, Kurt (* 1954), deutscher Jazz-Schlagzeuger

##### Billm
- Billmaier, Karl (1873–1951), badischer Verwaltungsbeamter
- Billman, Torsten (1909–1989), schwedischer Grafiker, Maler und Buchillustrator
- Billmann, Alfons-Reimund (1944–2022), deutscher Politiker (CDU), MdL
- Billmann, Franck (* 1977), französischer Chirurg
- Billmann, Jürgen (1942–2013), deutscher Fußballspieler
- Billmann, Manfred (* 1963), deutscher Jazzsänger und -pianist
- Billmann, Willi (1911–2001), deutscher Fußballspieler
- Billmark, Carl Johan (1804–1870), schwedischer Maler, Zeichner, Graveur und Lithograf
- Billmeier, Grant (* 1984), US-amerikanischer Basketballspieler
- Billmeyer, Alexander (1841–1924), US-amerikanischer Politiker

##### Billo
- Billoch, Martín (1959–2025), argentinischer Regattasegler
- Billon, Juan, französischer Fußballspieler
- Billon, Lise (* 1988), französische Alpinistin
- Billon, Pierre (1901–1981), französischer Filmregisseur und Drehbuchautor
- Billon, Pierre (* 1937), kanadisch-schweizerischer Schriftsteller und Drehbuchautor
- Billone, Pierluigi (* 1960), italienischer Komponist
- Billones, Manvil (* 1993), philippinisch-US-amerikanischer Eishockeyspieler
- Billones, Midyphil B. (* 1969), philippinischer Geistlicher, römisch-katholischer Erzbischof von Jaro
- Billong, Jean-Claude (* 1993), kamerunisch-französischer Fußballspieler
- Billot, Jean-Baptiste (1828–1907), französischer General und Staatsmann
- Billot, Louis (1846–1931), französischer Ordenspriester und Theologe
- Billotte, Carl (1836–1917), deutscher Photograph
- Billotte, Gaston (1875–1940), französischer General
- Billotte, Heinrich Franz Carl (1801–1892), deutscher Porträtmaler
- Billotte, Pierre (1906–1992), französischer General und Politiker, Mitglied der Nationalversammlung und Minister
- Billoux, François (1903–1978), französischer Politiker, Mitglied der Nationalversammlung
- Billow, Eva (1902–1993), schwedische Kinderbuch-Illustratorin, Karikaturistin und Schriftstellerin

##### Billr
- Billroth, Gustav (1808–1836), deutscher Religionsphilosoph
- Billroth, Johann Christian (1769–1846), deutscher Jurist, Bürgermeister von Greifswald
- Billroth, Theodor (1829–1894), deutscher Arzt

##### Bills
- Bills, Michael A. (* 1958), US-amerikanischer Offizier, Generalleutnant der US-Army
- Billson, Alfred (1839–1907), britischer Politiker, Mitglied des House of Commons
- Billstam, Annika (* 1976), schwedische Orientierungsläuferin
- Billstein, Aurel (1901–1996), deutscher Politiker (KPD)
- Billstein, Jonas (* 1991), deutscher MMA-Kämpfer
- Billström, Annika (* 1956), schwedische Politikerin, Bürgermeister von Stockholm (2002–2006)
- Billström, Tobias (* 1973), schwedischer Politiker

##### Billu
- Billung, Namensgeber für das sächsische Herzogsgeschlecht der Billunger
- Billung von Lindenfels, fränkischer Adliger und Hauptgründer des Klosters Bronnbach
- Billups, Chauncey (* 1976), US-amerikanischer Basketballspieler

##### Billw
- Billwiller, Arnold (1850–1928), Schweizer Brauereiunternehmer

##### Billy
- Billy Bowlegs (1810–1864), Häuptling der Seminolen
- Billy Stockman Tjapaltjarri († 2015), australischer Künstler, Aborigine
- Billy the Kid († 1881), US-amerikanischer Serienmörder und WesternheldBilly the Kid († 1881)

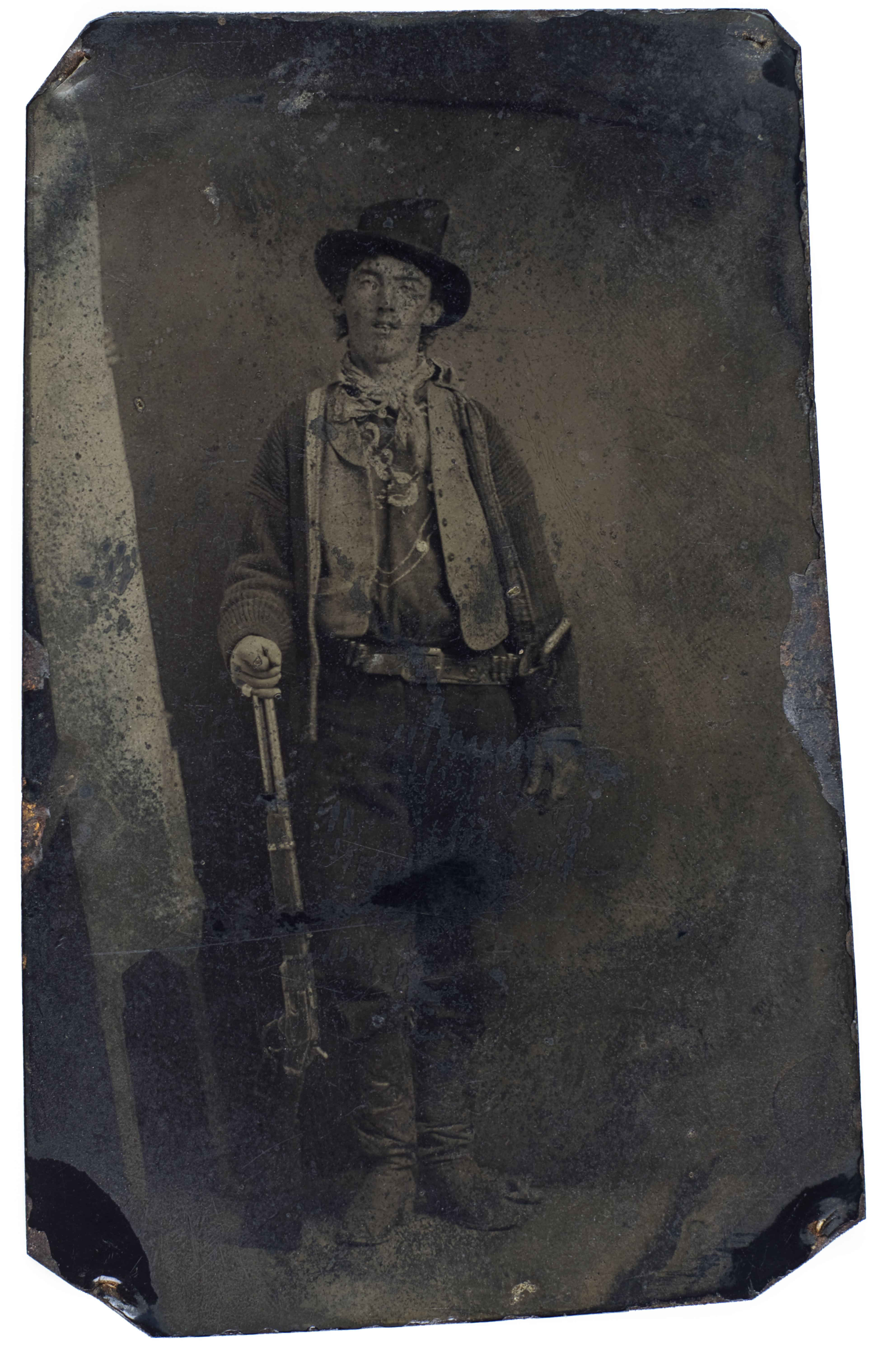
Billy the Kid († 1881)

- Billy, Afu (* 1959), salomonische Menschenrechtsaktivistin und Schriftstellerin
- Billy, Alfred (1920–2015), österreichischer Lithograph, Grafiker und Hochschullehrer
- Billy, André (1882–1971), französischer Autor, Journalist, Romanist und Biograf
- Billy, Bertrand de (* 1965), französischer Dirigent
- Billy, Chuck (* 1962), US-amerikanischer Sänger und Songwriter der Thrash-Metal-Band TestamentChuck Billy (* 1962)

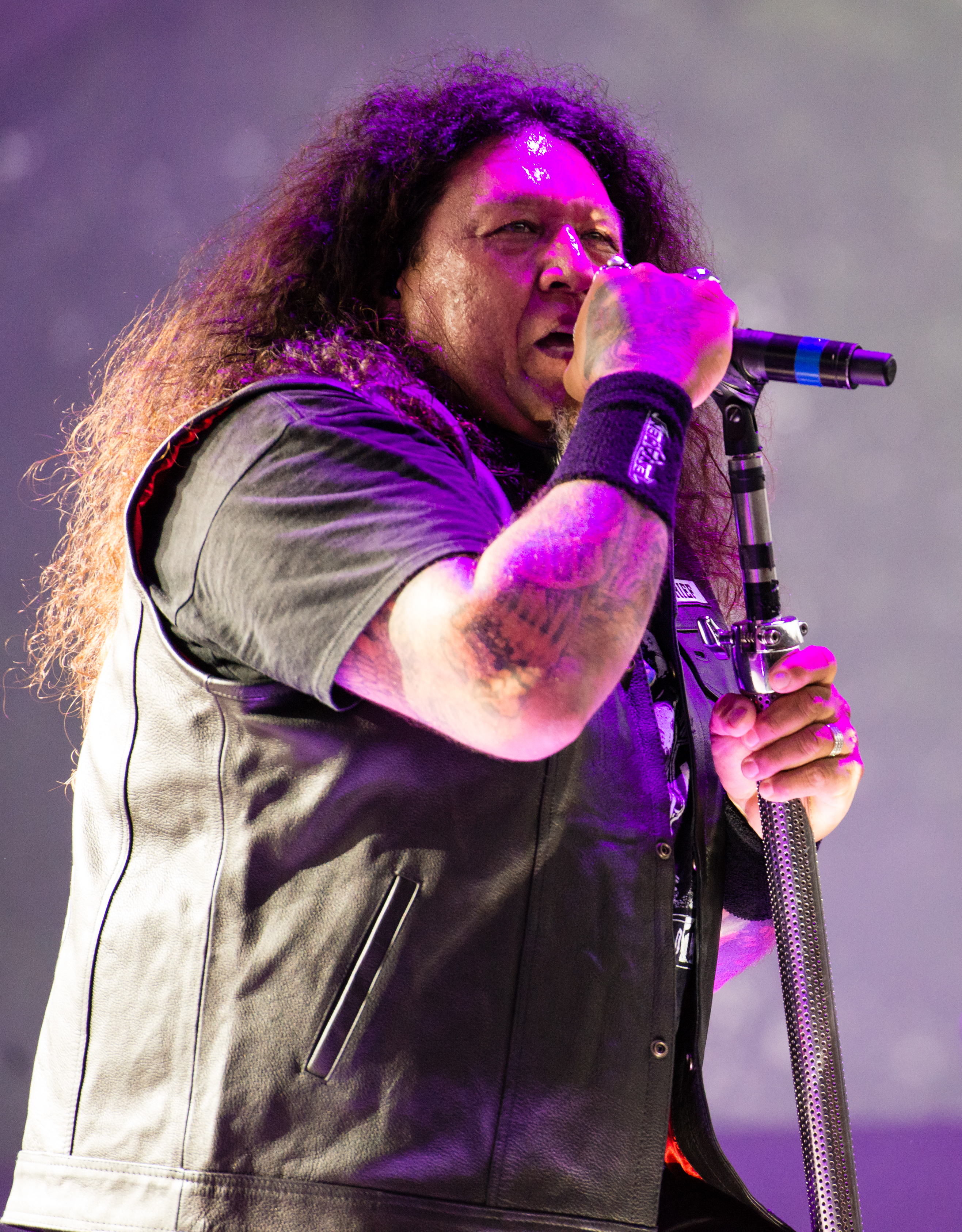
Chuck Billy (* 1962)

- Billy, Jacques de (1602–1679), französischer Jesuit, Mathematiker und Astronom
- Billy, Simon (* 1991), französischer Geschwindigkeitsskifahrer

#### Bilm
- Bilmen, Mizgin (* 1983), deutsche Regisseurin
- Bilmen, Ömer Nasuhi (1883–1971), islamischer Religionsgelehrter

#### Biln
- Biln, Sohen (1939–2012), kanadischer Ruderer
- Bilney, Ray (* 1945), australischer Radrennfahrer
- Bilney, Thomas († 1531), britischer reformatorischer Theologe und Märtyrer

#### Bilo
- Bilo, Albert (* 1953), deutscher Bibliothekar
- Biloborodko, Illja (* 2001), ukrainischer Tennisspieler
- Bilobrk, Luka (* 1985), bosnisch-kroatischer Fußballspieler und -trainer
- Bilocq, Constant (1912–1945), belgischer römisch-katholischer Geistlicher und Märtyrer
- Bilodeau, Alexandre (* 1987), kanadischer Freestyle-Skisportler
- Bilodeau, Jean-Luc (* 1990), kanadischer SchauspielerJean-Luc Bilodeau (* 1990)

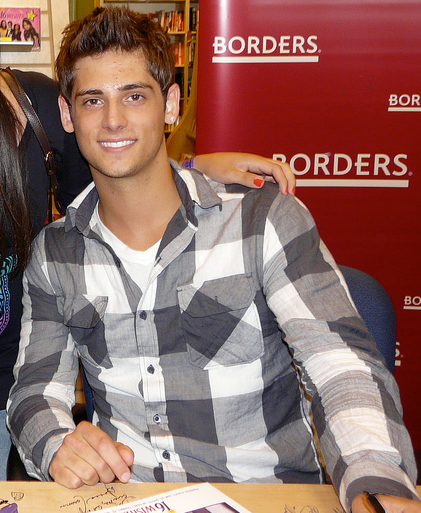
Jean-Luc Bilodeau (* 1990)

- Bilodeau, Mathieu (* 1983), kanadischer Leichtathlet
- Bilodeau, Yves (* 1962), kanadischer Skilangläufer
- Bilodid, Darja (* 2000), ukrainische Judoka
- Bilodid, Hennadij (* 1977), ukrainischer Ringer, Judoka und Samboist
- Bilodid, Iwan (1906–1981), ukrainisch-sowjetischer Linguist
- Bilogan, Leopold (1912–1995), österreichischer Offizier
- Bilohradskyj, Tymofij, ukrainischer Lautenspieler und Komponist
- Bilokolos, Dmytro (1912–1993), ukrainischer und sowjetischer Politiker
- Bilokon, Mykola (* 1955), ukrainischer Politiker, Innenminister der Ukraine (2003–2005)
- Bilokur, Alex (* 1976), russischer Unternehmer und Pokerspieler
- Bilokur, Kateryna (1900–1961), ukrainische Künstlerin und Meisterin der bildenden Volksmalerei, Vertreterin der naiven Kunst
- Bilolo, Mubabinge (* 1953), afrikanischer Philosoph
- Bilonoh, Jurij (* 1974), ukrainischer Kugelstoßer
- Biloserow, Dmytro (* 1994), ukrainischer Billardspieler
- Biloserskyj, Wassyl (1825–1899), ukrainischer bürgerlicher und kultureller Aktivist, Journalist und Pädagoge
- Bilosertschew, Dmitri Wladimirowitsch (* 1966), sowjetischer bzw. russischer Turner
- Bilosir, Oksana (* 1957), ukrainische Sängerin und Politikerin, Kulturministerin der Ukraine
- Bilossjuk, Iwan (* 1984), ukrainischer Skilangläufer
- Bilot, Charles (1883–1912), französischer Fußballspieler
- Bilotaitė, Agnė (* 1982), litauische Politikerin
- Bilott, Robert (* 1965), US-amerikanischer UmweltjuristRobert Bilott (* 1965)

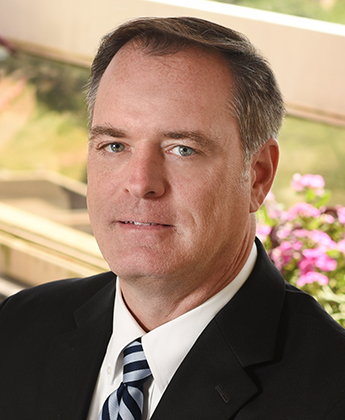
Robert Bilott (* 1965)

- Bilotti, Thomas (1940–1985), US-amerikanischer Mobster
- Bilour, Ghulam Ahmad (* 1939), pakistanischer Politiker
- Bilous, Dmytro (1920–2004), ukrainischer Schriftsteller, Dichter, Literaturkritiker und Übersetzer
- Bilous, Finn (* 1999), neuseeländischer Freestyle-Skisportler
- Bilouschtschenko, Serhij (* 1981), ukrainischer Ruderer
- Bilov, Dimitri (* 1967), russisch-deutscher Schauspieler, Synchronsprecher, Regisseur, Schauspiellehrer, Theaterschauspieler und Maler
- Bilow, Nils Ferdinand von (1800–1846), deutscher Gutsbesitzer, Politiker und Historiker
- Bilozerkiwez, Natalka (* 1954), ukrainische Dichterin und Übersetzerin

#### Bils
- Bils, Sandra (* 1977), deutsche evangelische Theologin
- Bilsbury, Jimmy (1942–2003), britischer Sänger
- Bilschan, israelitischer Rückkehrer aus dem Babylonischen Exil
- Bilsdorfer, Peter (* 1951), deutscher Jurist
- Bilse, Benjamin (1816–1902), deutscher Kapellmeister und Komponist
- Bilse, Fritz Oswald (1878–1951), deutscher Schriftsteller und Leutnant im preußischen HeerFritz Oswald Bilse (1878–1951)

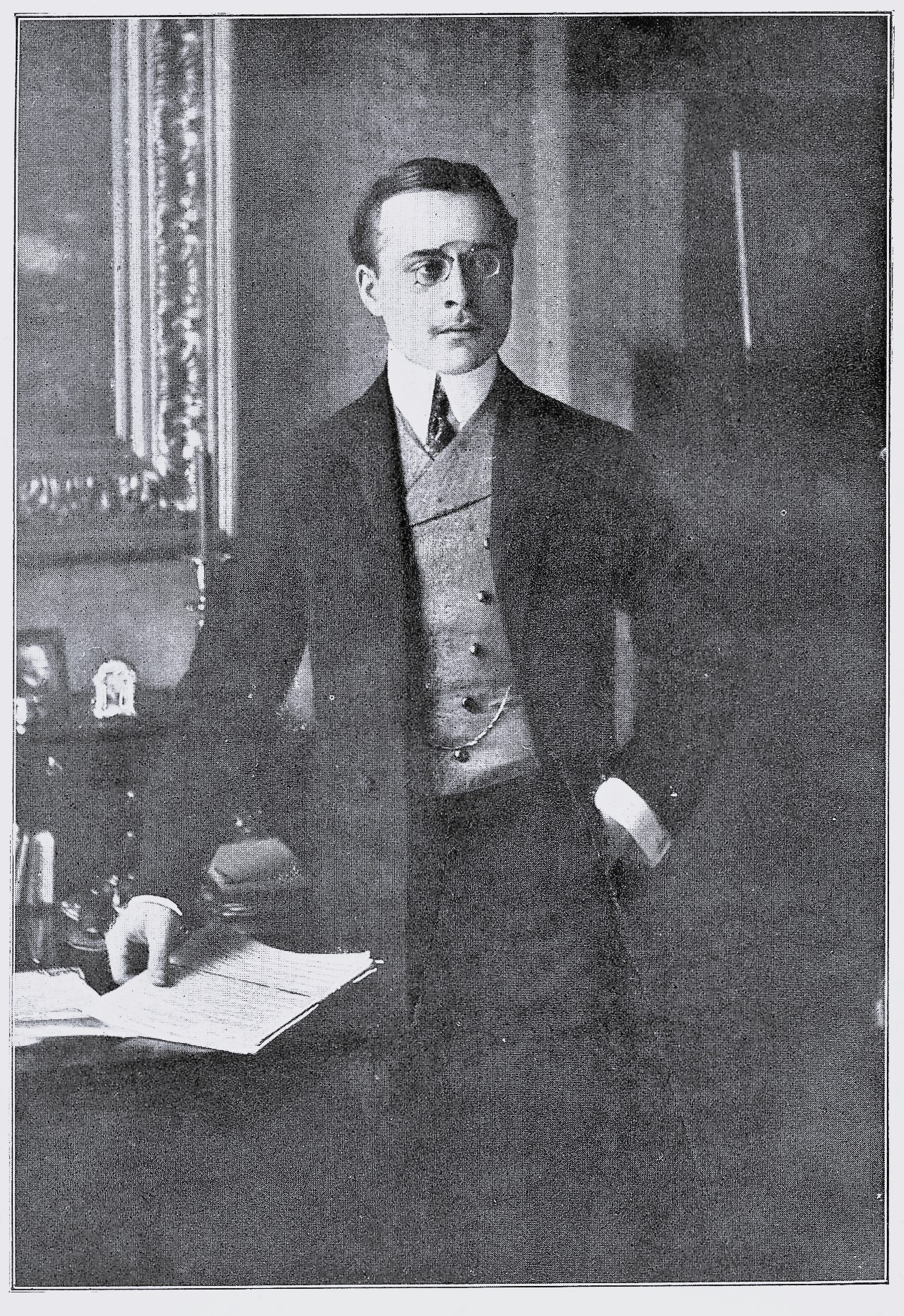
Fritz Oswald Bilse (1878–1951)

- Bilsel, Ege (* 2004), türkischer Fußballspieler
- Bilsing, Joachim (* 1953), deutscher Fußballspieler
- Bilski, Benjamin (* 1988), deutscher Schwimmer und Internet-Unternehmer
- Bilski, Niklas (* 1998), deutscher Basketballspieler
- Bilsland, William (* 1945), britischer Radsportler und Olympiateilnehmer
- Bilson, Bruce (* 1928), US-amerikanischer Filmregisseur, Filmproduzent und Drehbuchautor
- Bilson, John, ghanaischer Oppositionspolitiker und Gründer der Third Force Party
- Bilson, Malcolm (* 1935), US-amerikanischer Pianist
- Bilson, Rachel (* 1981), US-amerikanische SchauspielerinRachel Bilson (* 1981)

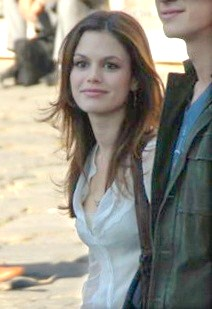
Rachel Bilson (* 1981)

- Bilstad, Bjørn (* 1954), norwegischer Radrennfahrer
- Bilstein, Gottfried von († 1289), Abt des Klosters Grafschaft (1272–1289)
- Bilstein, Heinrich von, Propst von St. Severin in Köln
- Bilstein, Johannes (* 1949), deutscher Erziehungswissenschaftler und Hochschullehrer
- Bilstein, Monika (* 1958), deutsche Verlegerin
- Bilstein, Uwe (1938–2017), deutscher Autor und Manager

#### Bilt
- Bilt, Johan van der (1882–1943), niederländischer Landschaftsmaler
- Biltgen, François (* 1958), luxemburgischer Politiker
- Biltgen, Raoul (* 1974), luxemburgischer Schauspieler, Schriftsteller, Theatermacher und Psychotherapeut
- Biltoft, Mia (* 1992), dänische Handballspielerin
- Bilton, Cassian, britischer Schauspieler und Sänger
- Bilton, James (1908–1988), kanadischer Politiker (Manitoba)
- Bilton, Nick, britisch-US-amerikanischer Journalist
- Biltz, Ernst (1822–1903), deutscher Chemiker und Pharmazeut
- Biltz, Heinrich (1865–1943), deutscher Chemiker und Hochschullehrer
- Biltz, Karl Friedrich (1830–1901), deutscher Literaturwissenschaftler, Dramatiker, Theaterkritiker
- Biltz, Karl Peter (* 1908), deutscher Bühnenschauspieler und Rundfunkregisseur
- Biltz, Wilhelm (1877–1943), deutscher Chemiker und Hochschullehrer

#### Bilu
- Bilu, Oz (* 2001), israelischer Fußballspieler
- Bilu, Yuri (* 1964), französisch-israelischer Mathematiker
- Bilung, Alphonse (1933–2022), indischer Ordensgeistlicher, römisch-katholischer Bischof von Rourkela
- Bilung, Telesphore (* 1961), indischer Ordensgeistlicher, römisch-katholischer Bischof von Jamshedpur

#### Bily
- Bily, Barbara (* 1982), deutsche Schauspieldramaturgin
- Bílý, Josef (1872–1941), tschechoslowakischer General
- Bily, Laurence (* 1963), französische Leichtathletin
- Bily, Lothar (* 1952), deutscher Salesianer, Theologe und Rektor der Philosophisch-Theologischen Hochschule Benediktbeuern
- Bilyard, Tyler (* 2001), britischer Mittelstreckenläufer
- Bilyeu, Justin (* 1994), US-amerikanischer Fußballspieler
- Bilyj, Mychajlo (1922–2001), ukrainisch-sowjetischer Politiker, Physiker und Rektor der Taras-Schewtschenko-Universität Kiew
- Bilyk, Dmitriy (* 1979), ukrainischer Mathematiker und Hochschullehrer
- Bilyk, Iryna (* 1970), ukrainische Sängerin und Komponistin
- Bilyk, Irynej (* 1950), ukrainischer Ordensgeistlicher, Kanoniker in Santa Maria Maggiore
- Bilyk, Luke (* 1994), kanadischer Schauspieler
- Bilyk, Mykola (* 1996), österreichischer Handballspieler
- Bilyk, Serhij (* 1970), ukrainisch-österreichischer Handballtorwart

#### Bilz
- Bilz, Alfred (1877–1939), deutscher Naturheilkundler und Verleger
- Bilz, Eckhard (* 1938), deutscher Schauspieler und Synchronsprecher
- Bilz, Ewald (1872–1941), deutscher Verlagsbuchhändler
- Bilz, Friedrich Eduard (1842–1922), deutscher Naturheilkundler und LebensreformerFriedrich Eduard Bilz (1842–1922)

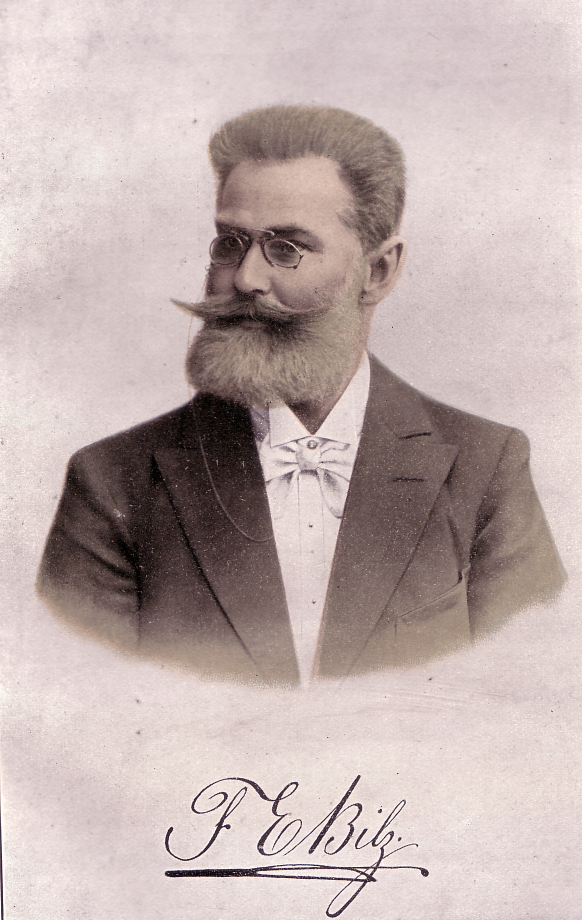
Friedrich Eduard Bilz (1842–1922)

- Bilz, Fritz (* 1944), deutscher Historiker
- Bilz, Heinz (1926–1986), deutscher theoretischer Festkörperphysiker
- Bilz, Hellmut (1924–2008), deutscher Museologe, Ethnograph und Heimatforscher
- Bilz, Jakob (1872–1951), deutscher katholischer Theologe
- Bilz, Rudolf (1898–1976), deutscher Psychiater, Psychotherapeut und Hochschullehrer
- Bilz, Tobias (* 1964), deutscher Theologe und Pfarrer
- Bilz, Willy Johannes (1884–1965), deutscher Unternehmer
- Bilzēns, Indulis (* 1940), lettischer Multimediakünstler, Journalist und Aktivist
- Bilzer, Bert (1913–1980), deutscher Kunsthistoriker und Museumsleiter
- Bilzerian, Dan (* 1980), US-amerikanische Social-Media-PersönlichkeitDan Bilzerian (* 1980)

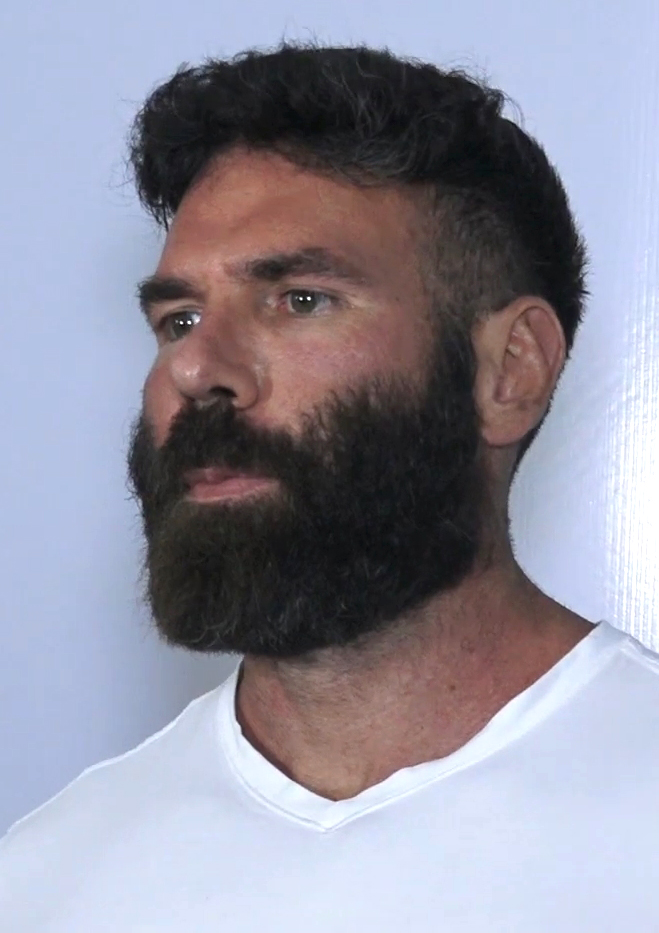
Dan Bilzerian (* 1980)

### Bim
- Bím, Josef (1901–1934), tschechoslowakischer Skisportler
- Bimann, Dominik (1800–1858), böhmischer Glasschneider und Graveur
- Bimbach, Julie, deutsche Kochbuchautorin
- Bimbalow, Krali (1934–1988), bulgarischer Ringer
- Bimber, Oliver (* 1973), deutscher Informatiker und Hochschullehrer, Professor für Computergrafik an der JKU Linz
- Bimberg, Claudia (* 1986), deutsche Volleyballspielerin
- Bimberg, Dieter (* 1942), deutscher Physiker und Hochschullehrer
- Bimberg, Siegfried (1927–2008), deutscher Komponist, Chorleiter und Musikwissenschaftler
- Bimbi, Bartolomeo (1648–1729), florentinischer Maler
- Bimbisara, König von Magadha und indischer Frühbuddhist
- Bimboes, Carl (1904–1985), deutscher Architekt und Baubeamter, zuletzt Hochbaudezernent der Deutschen Bundesbahn
- Bimenyimana, Bonfils-Caleb (* 1997), burundischer Fußballspieler
- Bimenyimana, Jean Damascène (1953–2018), ruandischer Geistlicher und römisch-katholischer Bischof von Cyangugu
- Bimis, Thomas (* 1975), griechischer Olympiasieger im Turmspringen
- Bimler, Hans (1860–1929), deutscher Zeichenlehrer, Künstler und Antiquitätensammler
- Bimler, Kurt (1883–1951), deutscher Kunsthistoriker und Bildhauer
- Bimmermann, Caesar (1821–1888), deutsch-niederländischer Landschaftsmaler
- Bimo, Arjan (* 1959), albanischer Fußballspieler
- Bimo, Roland (* 1954), albanischer Diplomat
- Bimolt, Klenie (* 1945), niederländische Schwimmerin
- Bimont, Edmond (1897–1964), französischer Langstreckenläufer
- Bimpage, Ferdinand (1867–1956), deutscher Fotograf
- Bimpage, Serge (* 1951), Schweizer Journalist und Schriftsteller
- Bimperling, Mira (* 1994), deutsche Rhythmische Sportgymnastin
- Bimstein, Whitey (1897–1969), US-amerikanischer Boxer, Boxtrainer und Cutman